# 日本映画
日本映画（にほんえいが）は、一般的に日本国内の映画館などで公開されることを前提として、日本国籍を持つ者、あるいは日本の国内法に基づく法人が出資（製作）している映画を指すが、詳細な定義は識者によって異なる。邦画（ほうが）とも呼称される。また、映画のことは時代によって活動写真・キネマ・シネマ等とも呼ばれる。

## 概要
トーマス・エジソンによって1891年に発明されたキネトスコープが世界的な映画の起源となるが、それを用いて日本で最初に上映がなされたのは1896年11月で、当時の西洋技術の最先端である映画が到来した年にあたる。日本人による映画撮影としては1898年の浅野四郎による短編映画『化け地蔵』『死人の蘇生』に始まる。ここから現代に至るまで日本映画は日本文化の影響を強く受けつつ、独自の発展を遂げ、日本を代表する大衆娯楽のひとつとして位置付けられていった。
日本映画をジャンルとして明確に定義することは困難であり、日本人監督によって、日本人の俳優を主に用いて、日本人らで撮影し、日本国内で上映する日本語の映画、という条件のもと、そのいくつかが当てはまるものを一般に日本映画と呼称している。しかし、『ホノカアボーイ』などの総海外ロケの映画や、フランスの資本を基に黒澤明や大島渚が撮影した映画、在日韓国・朝鮮人監督など非日本国籍の日本語話者による映画など、全ての条件を満たしていなくても、日本語話者が日本での最初の公開向けにつくった映画は邦画と認知される。

## 背景

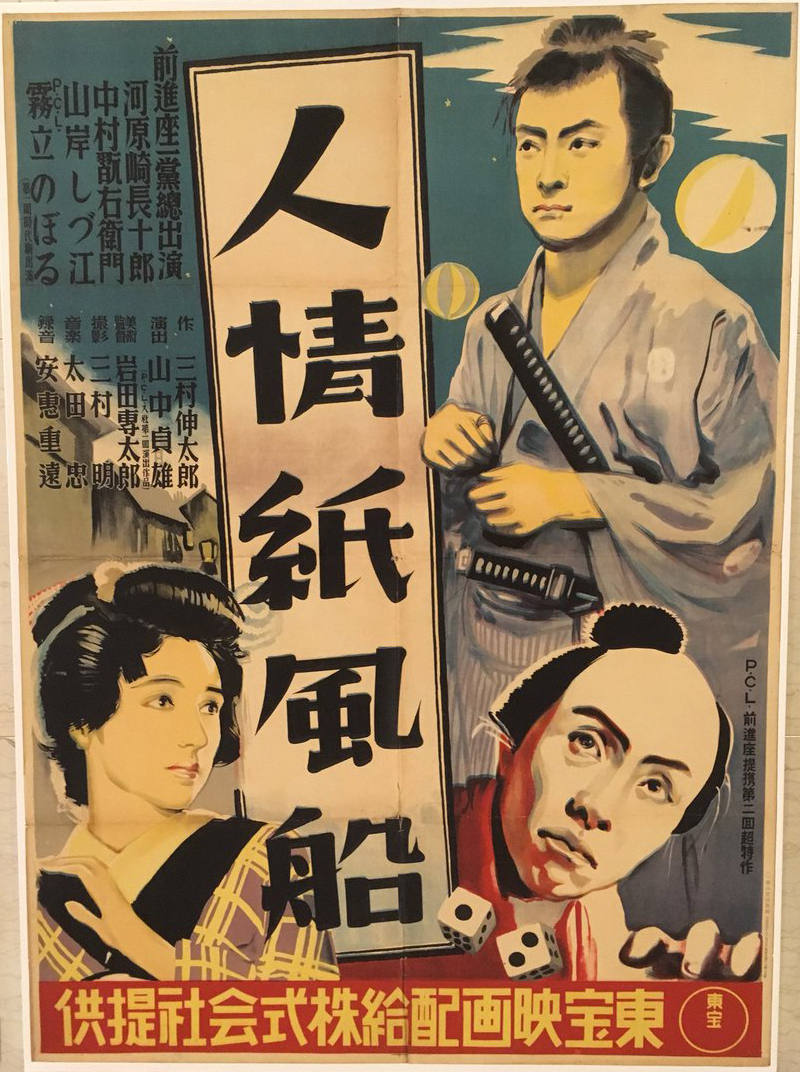
山中貞雄『人情紙風船』

日本映画が日本映画たりえた背景には当然日本文化の影響が存在している。映画が日本に到来する時代、日本は比較的高い識字率を誇っており、大衆的な読み物から新聞、児童書などあらゆる書物が庶民に親しまれていた。また、映画よりはるかに長い歴史を持つ歌舞伎や人形浄瑠璃などの伝統演劇が日本映画に与えた影響も計り知れない。これは今日でも映画館を劇場と呼称したりすることからも窺える。
また、初期の無声映画時代、上映にあたり、弁士と呼ばれるフィルムの説明者が存在したが、映像と分離した音声を享受するというシステム、口踊芸と呼ばれる洗練された語りの手法は、既に人形浄瑠璃をはじめとする演劇で確立されており、日本人にすんなりと受け入れられ、独自の発展を遂げたとされる。庶民にとって誰が弁士を務めるかも映画鑑賞の重要な判断基準となり、花形の弁士が演じる映画は総じて人気を博した。無声映画とは声の無い映像のみの映画を指すが、日本映画においては真の意味での無声映画は存在していなかったと言って良い。
純粋に日本文化を映画へ昇華し、日本映画らしさを出そうとする一方で、国外の文化や素材を日本風に咀嚼し、混交するという日本映画も多数誕生している。ジャック・フェデーの『ミモザ館』から着想を得た山中貞雄の『人情紙風船』やウィリアム・シェイクスピアの『リア王』が原作とされる黒澤明の『乱』などがそれにあたる。

## 歴史

### サイレント時代

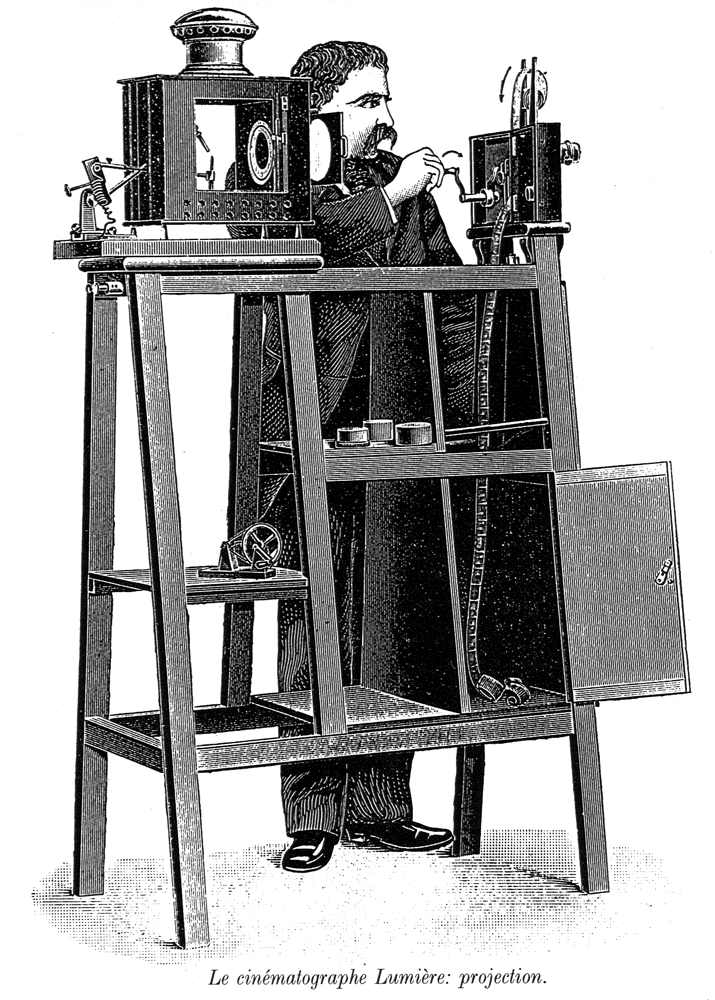
シネマトグラフ

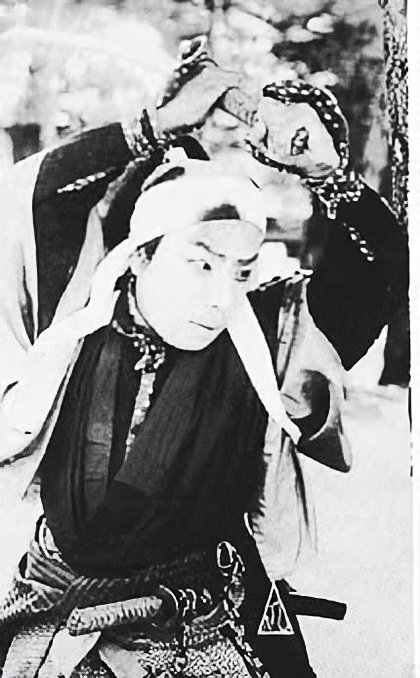
『忠臣蔵』（尾上松之助）

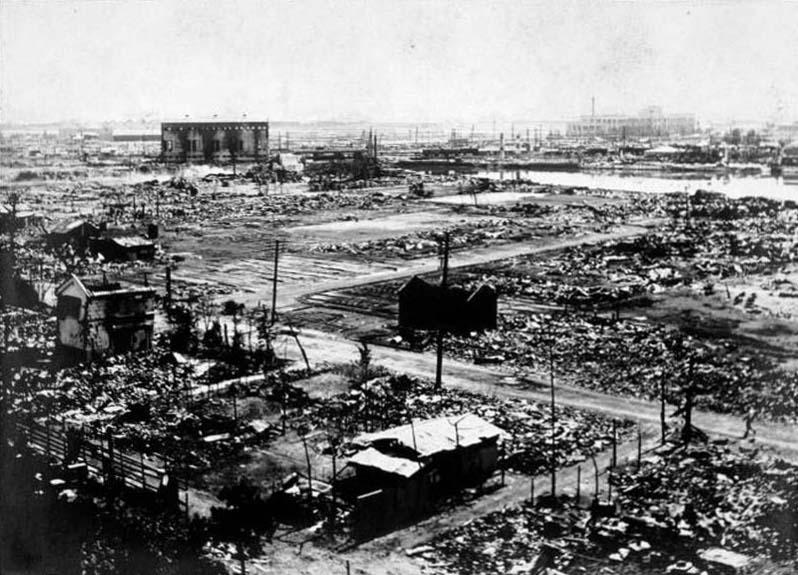
関東大震災により廃墟と化した神奈川県横浜市

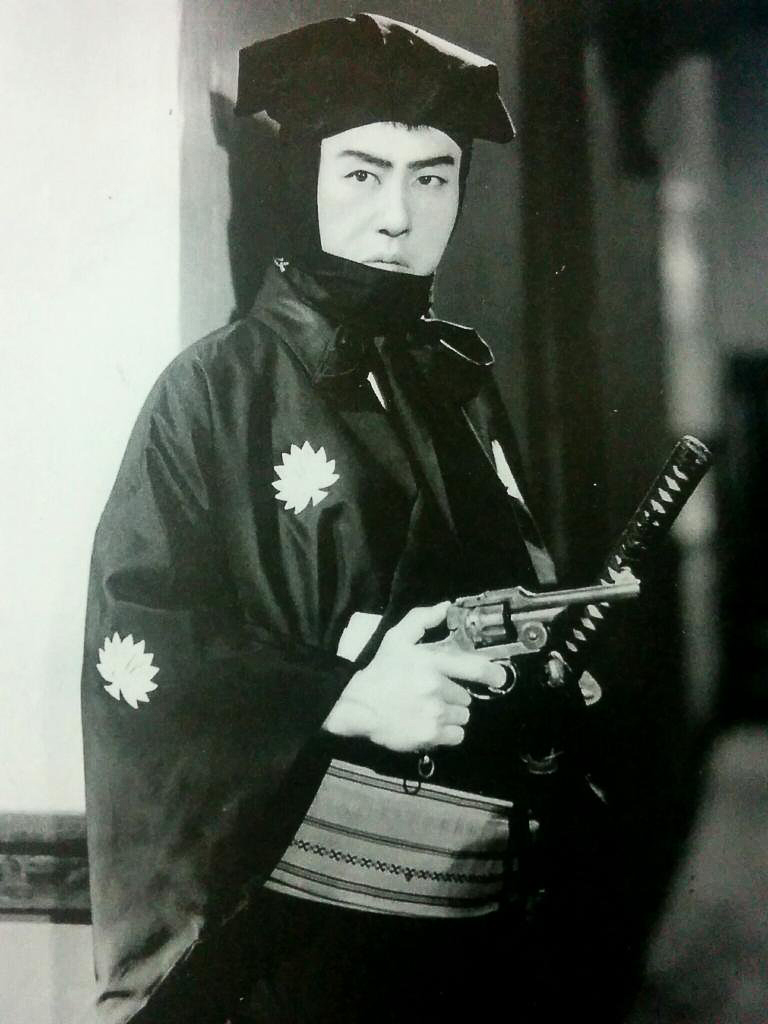
『鞍馬天狗』嵐寛寿郎

日本における初の映画上映は、鉄砲商人であった高橋信治によって1896年11月、神戸の神港倶楽部に始まった。これはトーマス・エジソンのキネトスコープによるものである。リュミエール兄弟のシネマトグラフによるスクリーン上映は1897年1月に稲畑勝太郎によって京都電燈株式会社の当時の本社（現在の元・立誠小学校の敷地）の中庭にて初めて行われた。続いて1897年2月に初めての「有料上映」が稲畑勝太郎によって大阪にて行われた。同年3月には東京でキネトスコープを改良したヴァイタスコープが公開され、人気を博した。谷崎潤一郎は自著『幼少時代』において「一巻のフィルムの両端をつなぎ合わせ、同じ場面を何回も繰り返し映せるもの」と評している。
その後浅野四郎によっていくつかの短編映画が撮られ、1898年、日本で初めて映画が撮影された。
1898年には先に挙げた『化け地蔵』『死人の蘇生』が、翌1899年には『芸者の手踊り』（東京歌舞伎座）が公開された。これは小西本店（後の小西六写真工業、現コニカミノルタ）の浅野四郎がゴーモン社製の撮影機にて芝・紅葉館で実写撮影し、駒田好洋が率いる「日本率先活動写真会」によって一般公開された。同年には1巻70フィートの日本最初の劇映画となる『ピストル強盗清水定吉』が駒田好洋によって撮影され、日本初の映画俳優として新派の横山運平が起用された。積極的に映画と接触しようとした新派とは異なり歌舞伎などは映画を「泥芝居」と蔑み、原作や役者の提供に躊躇する時代であった。現存する最も古い日本映画としては同年柴田常吉によって撮影された『紅葉狩』がある。
1903年には吉沢商店が浅草に日本で最初となる映画専門館「電気館」を設置した。翌1904年に日露戦争が勃発すると実写撮影班を現地中国大陸に派遣し、その映像をドキュメンタリー映画として上映し、人気を博した。
1908年に発表された『本能寺合戦』は最初の本格的な劇映画であり、横田商会の依頼で本作品を撮り上げた牧野省三は日本最初の映画監督として名を残している。京都に浄瑠璃小屋を所有し、狂言方として活動していた牧野は作品の原作に用いられる浄瑠璃を空で暗記していたことから、脚本を用いる事無く、撮影にあたったと言われている。翌年には歌舞伎俳優の尾上松之助が主演した『碁盤忠信』が大ヒットとなり、「目玉の松ちゃん」として日本最初のスターが誕生した。以降、尾上は14年間の俳優生活において千本を超える映画で主演を果たしている。中でも1910年に撮られた『忠臣蔵』は浄瑠璃、歌舞伎に続き、その後の日本映画においても欠かせない題材として庶民の人気であり続けた。後年、牧野はその功績を称えられ、アメリカの映画監督D・W・グリフィスによりグリフィス・マキノという称号を与えられている。
1912年、横田商会・吉沢商店・M・パテー商会・福宝堂という4つの映画会社がトラスト合同を行い、日本活動写真株式会社、略称日活を発足させた。日活は従来の家内工業的な小規模な製作から一線を画す、日本初の本格的な映画会社となった。東京向島の向島撮影所、京都二条城西櫓下の関西撮影所の2箇所の撮影所を設け、東京では新派（後の現代劇）を、京都では旧劇（後の時代劇）を製作した。
1914年4月3日、日本初のカラー劇映画『義経千本桜』が公開。
ここまでの多くのフィルムは演劇的演出の再現に留まり、映画として独自の技法が試みられるようになるのは1910年代後半に入ってからである。井上正夫が1917年に製作した『大尉の娘』ではクローズアップや移動技法、カットバックといった技法が導入されている。この頃より呼称も「活動写真」から「映画」へと次第に変遷が始まり、1922年ごろまでには映画という言葉が一般庶民にも深く浸透するようになった。
一方映画評論においては、吉沢商店が1909年に発表した初の映画雑誌『活動写真界』などが既にあったが、1917年に帰山教正が『活動写真劇の創作と撮影法』と題する理論書を発表したのをきっかけに1918年には日本映画の近代化運動「純映画劇運動」が起こる。映画芸術協会を主宰した帰山は同書で映画は演劇の模倣であってはならないと説き、舞台脚本をシナリオ、女形を女優、弁士を字幕として呼称した。帰山の作品には日本初の女優花柳はるみを使った『生の輝き』、日本初の女性のヌードシーンを撮影した『幻影の女』などがある。
その背景には第一次世界大戦が終結し、ハリウッドの映画会社が徐々に日本へと進出してきた影響は否定できない。こうした動きに合わせるように国活、大活といった映画会社が相次いで設立され、1920年には歌舞伎を本業としていた松竹が松竹キネマ合名会社を設立し製作に乗り出した。特に松竹が建てた俳優養成所はハリウッドのスター・システムを採用し、『路上の霊魂』の英百合子や『虞美人草』の栗島すみ子など、多数の女優を輩出した。また、松竹が呼んだハリウッドの現役キャメラマン、ヘンリー小谷が果たした影響も大きい。彼がレフ板を華麗に用いて撮影したというエピソードは、日本が映画を単に映すという段階から、一歩進んで商品として、新しい芸術、メディアとしての映画のあり方を象徴するものだった。
この純映画劇運動は1923年の関東大震災で、現代劇映画を製作していた東京のあらゆる撮影所が壊滅し、旧劇の中心地・京都での撮影のみが行われる状況が発生したことにより突然の終焉を迎えることとなった。1926年に入ると松竹による現代劇が本格化し、牛原虚彦による『彼と東京』（1928年）、『陸の王者』（1928年）など、ごく普通の庶民を等身大で描く都会風現代劇が出現した。また、五所平之助による『村の花嫁』（1928年）や『伊豆の踊子』（1933年）のように、田舎の田園を舞台とした牧歌的、叙情的な作品も登場している。エルンスト・ルビッチに強い影響を受けた小津安二郎は、『大学は出たけれど』（1929年）、『落第はしたけれど』（1930年）など庶民を主人公とした人生観を詰め込んだ作品を数多く残した。
こうした松竹の動きに遅れを取った日活は、1923年の震災による向島撮影所の閉鎖を受けてようやく女形から女優への移行を果たす。翌年には京都の郊外・太秦村に「日活太秦撮影所」（後の大映京都撮影所）が開設される。日活現代劇の代表ともされる溝口健二はハリウッドで学んだ撮影技法を駆使し、『霧の港』（1923年）、『血と霊』（1923年）、『狂恋の女師匠』（1926年）など、様々なジャンルを試み、後礎を築いた。
他方、内務省警保局による活動写真検閲なども行われ、衣笠貞之助の『日輪』（1925年）などは作品に当局の介入が入り、大幅な編集を余儀なくされ、改作改題の上公開となるなど、検閲の影響により興行的に失敗となった作品も少なくない。しかし、衣笠はその後も精力的に活動を続け、日本最初の前衛映画となる『狂つた一頁』（1926年）や欧州で高い評価を受けた『十字路』（1928年）など、「純映画劇運動」の目的、目標を達成させている。
時代劇に目を移すと、尾上主演一千本記念作品『荒木又右衛門』（1925年）などが取り上げられるが、従来の悠々とした口上を述べ、人を斬るといったスタイルから、よりスピーディで激しい殺陣が求められるようになっていた。こうしたスタイルをいち早く確立した阪東妻三郎は『雄呂血』（1925年）で人気を博す。そのほか大河内傳次郎による『丹下左膳』や、市川右太衛門の『旗本退屈男』、嵐寛寿郎の『鞍馬天狗』など、新しい時代劇が多数登場した。
1927年（昭和2年）、映画実際家連盟「友達の会」が発足。松竹蒲田から牛原虚彦、島津保次郎、大久保忠素らが、日活からは村田実、溝口健二、岡田嘉子らが、阪妻プロからは鈴木重吉、川浪良太、近藤伊与吉らが参加した。目立った活動はなかったが、製作会社を横断する映画業界人の組織であったことは特筆すべきことであり、文壇界から低くみられがちな映画界の地位向上を図る契機にもなった。

### 音声有り映画・戦前の黄金時代

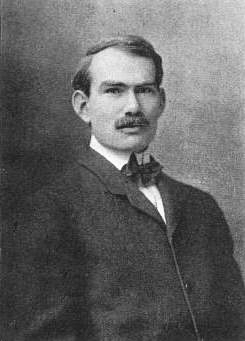
トーキー映画の産みの親リー・ド・フォレスト

アメリカのリー・ド・フォレストが三極真空管を発明した事からエレクトロニクス（真空電子工学）、真空管万能の季節が始まる。それまでの電気機械的な生産工程が一変し日常生活をも変えたが、マクローリンの電子工業史はすぐに研究機関と大規模な生産設備を持つＲＣＡやＷＥといった企業側に主役が交代としている。娯楽産業も技術を導入するのが大資本しか出来ない淘汰の過程に入った。
映像に対し、音声を加えようとする試みは映画の移入とほぼ同時になされており、河浦謙一は1902年にレコードの回転とフィルムの回転を同期させることによるトーキーの実験を行っている。これらの試みが商業的な脚光を浴びるのは1927年の昭和キネマによるミナ・トーキーであった。アメリカのリー・ド・フォレストからトーキー技術の権利を購入した皆川芳造によるものである。
ミナ・トーキーを使用した小山内薫による『黎明』は技術的な問題から公開には至らず、日本最初のトーキー映画は1929年の『大尉の娘』であった。同年、ミナ・トーキーとは別方式、東條政生のイーストフォン・トーキーを採用しようと研究したが、結局、独自のディスク式トーキーでマキノ正博が監督した『戻橋』が公開された。イーストフォンは一般には浸透しなかった。その後も溝口健二による『ふるさと』（1930年）などが続いたが、字幕と音声を併用したいわゆるパート・トーキーの形式が一般的で、完全なトーキー映画として最初に登場したのは五所平之助の『マダムと女房』（1931年）であった。
資本力のある大会社はこの時代、積極的に無声映画からトーキー映画へと移行を計り、一部例外として小津安二郎のようにトーキーに懐疑的な目を向ける者もいた。1935年には完全に移行を成し遂げるが、財政的に移行の難しい独立プロは1938年ごろまで無声映画を撮り続けた。この結果、小スタジオは続々と大手映画会社へ吸収されていく。
また、無声映画時代が終了しても海外映画の解説訳として存続が計られた弁士も、1931年『モロッコ』ではじめて採用された字幕スーパーの登場により、不要な存在となった。既得権益を守ろうとした弁士はトーキー侵出の妨害活動に出たが、時代の流れに逆らう事はもはや不可能となり、弁士の存在は忘れられていった。
こうしたトーキーの出現は新しい俳優の出現や新ジャンルの確立を齎した。落語や声帯模写など、語り芸を生業とする者がスクリーンへ登場し始め、榎本健一、古川緑波などといった喜劇俳優が台頭するようになった。また、『愛染かつら』（1938年）のように主題歌の流行を通して人気を博す映画も現れるようになった。
トーキー映画の出現は、撮影期間の長期化という現象を齎すこととなった。これがきっかけとなり日活は1934年に多摩川へ、松竹は1936年に大船へそれぞれ撮影所を移転・拡充した。それぞれの特徴として日活は重厚で泥臭い作風を、松竹は洗練された都会風の作風を得意としていた。日活を代表する監督としては『人生劇場・青春篇』（1936年）、『土』（1939年）の内田吐夢、『蒼氓』（1937年）、『阿部一族』（1938年）の熊谷久虎、松竹を代表する監督としては『隣の八重ちゃん』（1934年）の島津保次郎、『愛染かつら』（1938年）、『一人息子』（1936年）の野村浩将、『有りがたうさん』（1936年）、『花形選手』（1937年）の清水宏などが挙げられる。こうした一連の作風に疑問を投げかけた溝口健二は『浪華悲歌』（1936年）、『祇園の姉妹』（1936年）などで方言を用いた作品を撮り上げ、既存の「映画は東京弁でなければならぬ」という概念を打ち崩していった。
1930年に設立されたPCLは1933年より映画製作業界への参入を表明した。黒澤明や本多猪四郎、瀧口修造、井深大など、多数のスタッフを集め、日本で最初のプロデューサー・システムを採用した会社となった。初期には木村荘十二の『河向ふの青春』（1933年）、『兄いもうと』（1936年）や松竹より移籍してきた成瀬巳喜男の『妻よ薔薇のやうに』（1935年）、石田民三の『花ちりぬ』（1938年）などが人気を博した。特に成瀬の『妻よ薔薇のやうに』は海外進出も実現し、ニューヨークで一般公開された初の日本映画となった。当初、PCLは配給館を所有していなかった事から、興行的な苦戦を強いられたが、1937年、小林一三などの働きにより「写真化学研究所」、京都の大沢商会の映画スタジオである「J.O.スタヂオ」、阪急資本による配給会社「東宝映画配給」などと合併し、東宝映画として配給上の困難を解消し、日活、松竹に続く大映画会社となった。
1937年、日本と当時のナチス・ドイツとの間で、一本の国策的映画が製作された。山岳映画を得意としたドイツのアーノルド・ファンクと伊丹万作の共同監督で製作された『新しき土』である。日本での興行的な成績では失敗に終わったが、主演女優として典型的な日本人女性大和光子を演じた原節子はその容貌と演技が絶賛され、戦時下の日本映画において欠かせない女優となった。
1937年8月、映画の巻頭に「挙国一致」「銃後を護れ」などの1枚タイトルを挿入が義務付けられた。この1枚タイトルは「国民精神総動員」、「忠魂へ 遺族援護の 捧げ銃」（1941年）「撃ちてし止まむ」「一億の 誠で包め 兵の家」（1943年）と変遷しながら、終戦まで続いた。同年には映画上映前にニュース映画を上映することが義務付けられ、1940年には新聞各社のニュース映画部門を統合した社団法人日本ニュース映画社（後の日本映画社）が設立により、日本のニュース映画は同社が製作する「日本ニュース」1本のみとなった。

### 戦時下の映画

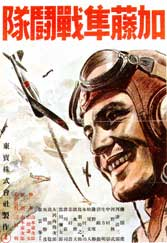
『加藤隼戦闘隊』（1944年）

第二次世界大戦（太平洋戦争）による国民と国土の疲弊は、映画産業界においても、甚大な影響を与えていた。1941年（昭和16年）当時、日本はアメリカに次いで年間500本近くの本数の映画を制作していた映画大国であったが、1945年（昭和20年）には僅か26本にまで減少していた。また、1939年（昭和14年）に成立した映画法により、製作と配給が許可制に、監督と俳優は登録制となり、製作される作品についても、脚本段階で検閲が入った。
さらに、欧州での大戦勃発やABCD包囲網による経済制裁の発動は、ドイツやアメリカからの撮影機材やフィルム輸入が途絶えることにより、国産フィルムは軍需品として厳しい使用制限がかけられ、映画業界にとって死活問題となった。東宝はこれらの状況を打破するため、軍部と積極的に関わる事で活路を見出したが、日活は1942年（昭和17年）に永田雅一の主導による合併に巻き込まれて大日本映画となり、日活の名は消えていった。戦前数多く存在した独立スタジオは、閉鎖、合併を繰返し、映画産業の規模は急速に縮小し、東宝、松竹、大映の3社を残すのみとなった。1942年2月6日には社団法人映画配給社（映配）が設立され、各社の配給網は紅系と白系の2つに統制された。
戦時下では、戦争を主題とした映画が主として製作され、田坂具隆は『五人の斥候兵』（1938年）で、戦場における信頼をテーマとした作品を撮り、ヴェネツィア国際映画祭で入賞を果たした。皇紀2600年記念の阿部豊の『燃ゆる大空』（1940年）では実写に重きを置いた航空映画として、陸軍航空本部の監修により実物の戦闘機や爆撃機が撮影に使用された。吉村公三郎が製作した『間諜未だ死せず』（1942年）は戦意高揚を訴える映画が続く中で、スパイへの警戒を訴えた珍しい切り口の映画となった。また、山本嘉次郎の『ハワイ・マレー沖海戦』（1942年）では、真珠湾攻撃を再現した特撮担当の円谷英二による精巧なミニチュアが話題を呼び、軍神加藤建夫と飛行第64戦隊を描いた『加藤隼戦闘隊』（1944年）では、陸軍の全面協力により実物の戦闘機や爆撃機および連合国軍の鹵獲機が多数出演し、円谷の特撮と高度な合成技術とともに迫力ある作品となった。海軍省の後援により日本初の長編アニメーション映画として瀬尾光世監督の『桃太郎の海鷲』（1943年）も製作された。その後、南方戦線で接収されたウォルト・ディズニー・カンパニー制作の長編アニメ映画『ファンタジア』を参考にした瀬尾により『桃太郎 海の神兵』が制作されたが、スタッフの徴兵や物資不足で完成は1945年2月まで遅れた。
厳しい検閲の目をかわし、反戦を訴える作品を製作した監督としては亀井文夫が挙げられる。『支那事変』（1937年）や『上海』（1938年）などでは表向きは戦意高揚映画と謡いつつも、日本軍の行軍を見つめる民衆や、疲弊した兵の表情をフィルムに収めるなど、意図的な映像を流した。続く作品『戦ふ兵隊』（1938年）はこうした描写が検閲の対象となったため上映禁止となり、亀井は免許剥奪の上検挙されてしまう。
また、戦争を主題としない作品についても、荒唐無稽な娯楽向け作品が一律禁止され、マキノ雅博の『ハナ子さん』（1943年）や木下恵介の『花咲く港』（1943年）『歓呼の町』（1944年）のように随所にプロパガンダ色を帯びた娯楽映画が上映された。歴史映画は、丸根賛太郎の『奴隷船』（1943年）やマキノ雅博の『阿片戦争』（1943年）など西洋による東アジア侵略の歴史を描いた作品や、稲垣浩の『宮本武蔵 一乗寺決闘』や溝口健二の『元禄忠臣蔵』など厳粛な叙事詩的作品が製作された。1940年代前半に登場した黒澤明は『姿三四郎』（1943年）においてその頭角を現した。政岡憲三が制作した『くもとちゅうりっぷ』（1943年）は、16分の短編ながら日本初のフルセルアニメとなった。
戦局の悪化により、1944年（昭和19年）2月25日には決戦非常措置要綱に伴い大規模映画館の休業が命じられ、12月7日、映配は生フィルム欠乏を理由に、731の映画館（約40％）に配給休止を宣告した。さらに日本本土空襲の激化で、映画上映中に空襲警報が鳴ると上映は中断され、大都市の映画館は空襲で灰燼に帰していった。1945年（昭和20年）に最終決戦を呼びかけるために製作が検討されていた忍城の戦いを題材とした『荒姫様』は、同年の日本の敗戦によりお蔵入りとなっている。

### 日本統治の外地での日本映画
外地における映画は、獲得した地を日本化するための有効な手段と捉えられ、積極的な上映が実施された。台湾、朝鮮、満州、インドネシアなどにおける各地の映画史を簡単に以下に記す。

#### 台湾
日清戦争により獲得した台湾で高松豊次郎により最初の映画上映が行われたのは1901年である。台湾において最初に製作がなされたのは1921年で、『預防霍乱』という食品衛生啓蒙映画であった。また、1925年には台湾人の李松峰により『誰之過』が製作された。
日本で興った「純映画劇運動」において、台湾という「辺境の地」は格好の題材となり、枝正義郎の『哀の曲』（1919年）、田坂具隆の『阿里山の侠児』（1927年）、張雲鶴の『血痕』（1929年）、千葉泰樹・安藤太郎の『義人呉鳳』（1932年）など、台湾を舞台とする様々な作品が撮られている。
しかし、現地人による映画製作はそれほど活性化せず、1941年に台湾映画協会が設立され、管理統制が厳しくなると、その傾向は終戦まで続いた。

#### 朝鮮
1910年に併合した朝鮮における映画は1919年に製作された金陶山の『義理的仇討』を嚆矢とした。日本政府は当初、尹白南による貯蓄奨励映画『月下の誓い』（1923年）など、台湾と同じく映画による教育啓蒙を試みたが、自身の手による映画製作の気運が強く、1924年以降、日本人が設立した朝鮮キネマに対抗するかの如く、独立スタジオが林立した。
1926年に羅雲奎が製作した『アリラン』は、民族主義の高揚における重要な役割を果たした。その他、『金色夜叉』の翻案で、李慶孫の『長恨夢』（1926年）や李圭煥が製作した反日的内容の『主なき渡し舟』（1932年）などが話題を呼んだ。また、李明雨によって製作された最初のトーキー映画『春香伝』は1935年に登場して以降何度もリメイクされ、韓国における国民的映画のひとつに発展している。
日本が軍国主義へ傾くにつれ、厳しい検閲が敷かれるようになり朝鮮での映画生産は減少していき、1940年には日本と同じく映画法が実施されるに至った。1942年には全ての映画会社が閉鎖され、朝鮮総督府による朝映が設立された。この時代は主に日本人監督が現地のスタッフを使用して映画を製作する、というスタイルが主となり、日夏英太郎の『君と僕』（1941年）、豊田四郎の『若き姿』（1943年）、今井正の『望楼の決死隊』（1943年）などが公開された。

#### 満州

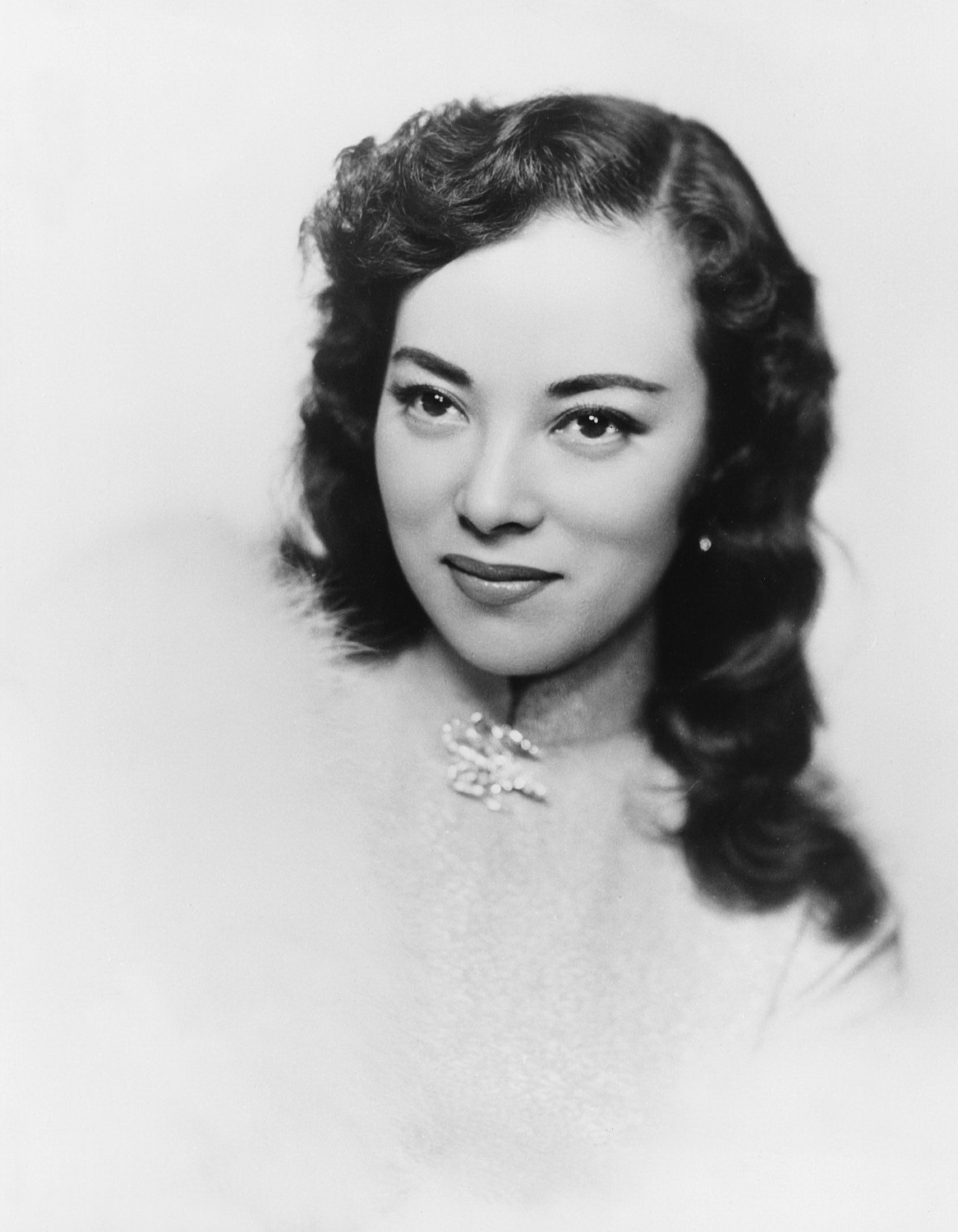
李香蘭こと山口淑子

日本が1932年に建国した満州国では、1936年に満州映画協会（満映）が設立され、映画製作が執り行われた。満映では日本の文化啓蒙を目的とした映画と一般の劇映画が製作され、一部は日本に持ち込まれるなどした。1940年に『支那の夜』に登場した李香蘭（山口淑子）はその美貌と歌唱力、演技力などで一躍スターとなった。
1942年ごろより、自由な映画製作を求め、木村荘十二や内田吐夢など日本人映画監督が次々と渡満してくる。全編がロシア語で構成された島津保次郎の『私の鶯』（1943年）など、自由闊達な映画が企画・製作された。
1945年に満州国が崩壊すると満映の施設はソビエト連邦に接収され、満映スタッフは日本や台湾、香港へと散り散りに去っていった。日本では根岸寛一やマキノ光雄などによりこうした満映引揚者が迎え入れられ、後の東映の基礎を形作った。

#### 内蒙古
1939年に駐蒙軍の支援で成立した蒙古聯合自治政府の後援の元、1943年には『成吉思汗』の撮影が内蒙古で行われた。

#### 上海
上海では1910年代より中国映画の製作地としてその名が知られており、1937年に日本による占領が始まると、日本軍はその映画管理を川喜多長政に要請した。川喜多は1939年、上海の映画会社を併合し、中華電影を設立した。作品としては満映との合作で製作された李香蘭主演の『萬世流芳』（1943年）などがある。
1945年、日本が敗戦した後は上海で日本人と共に映画製作を行っていた中国人監督の大部分が香港へ亡命し、後の香港における映画産業発展の礎となった。

#### インドネシア
インドネシアでは現地人による映画撮影が禁止され、日本軍による啓蒙映画が主に製作された。また、日本軍の捕虜虐待を隠蔽する目的でいくつかの偽ドキュメンタリー映画が製作されるなどした。
有名なものとしては1944年に日夏英太郎がジャカルタで製作した『Calling Australia』があり、オーストラリア人捕虜が撮影した映像として連合国軍側へ送付された。後にオーストラリアは捕虜として出演した者を集め、『Calling Australia』の虚偽を告発するドキュメンタリーを製作している。

### GHQ占領下時代

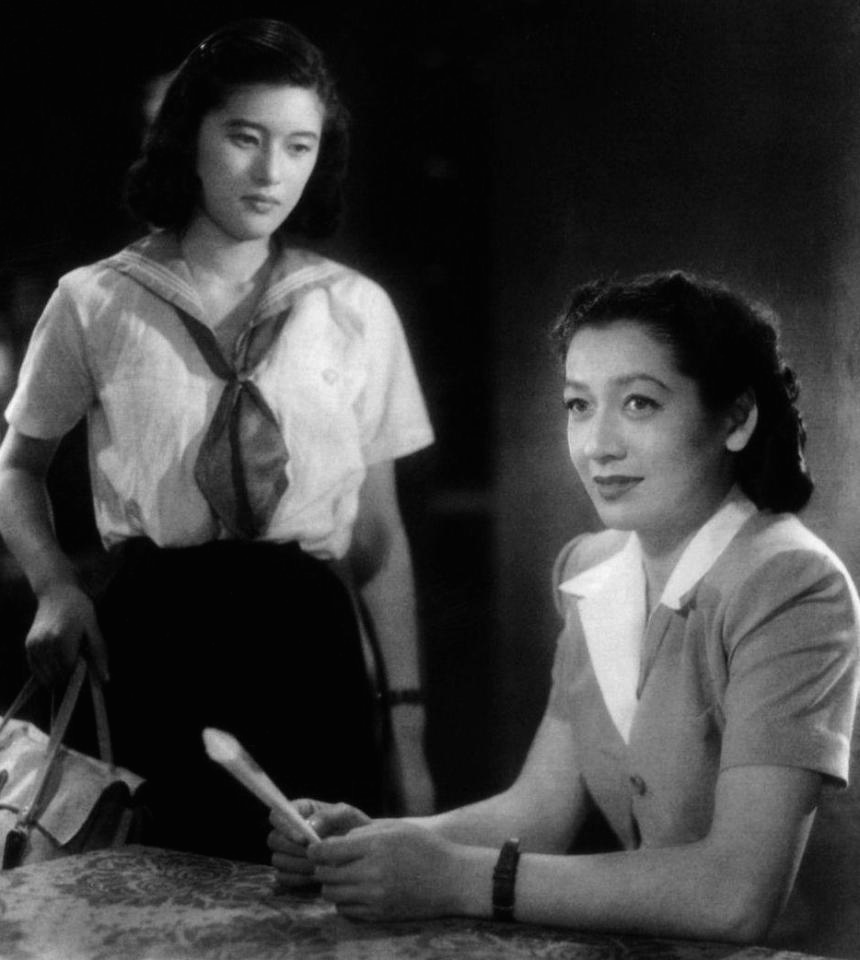
今井正『青い山脈』（杉葉子と原節子）

1945年8月15日、日本が第二次世界大戦に敗北すると、以後申し合わせにより1週間の全国の映画興行が停止された。その後、GHQ（連合国軍最高司令官総司令部）による日本間接統治が開始されたことに伴い、日本で製作される映画はGHQの下部組織CIE（民間情報教育局）によって管理されることとなった。この管理体制は1952年まで続き、日本映画界において、初めて外国機関による管理と制御が実施された特異な期間となった。企画と脚本段階で英語に翻訳し、CIEで許可されたもののみ製作がなされた。例えば、黒澤明の『暁の脱走』（1950年）は当初、山口淑子（満映の李香蘭）主演の朝鮮人従軍慰安婦を描いた作品としていたが、数十回に及ぶCIEの検閲により、原形を留めぬ作品となってしまっている。完成したフィルムはCCD（民間検閲支隊）により二度目の検閲が行われた。また、この検閲は過去の映画作品に遡っても実施された。
また、占領政策の一環として戦争責任の問題は映画業界にも波及し、戦時中の映画製作において戦争協力者を追放すべしとの声が叫ばれ始めると、川喜多長政、根岸寛一、城戸四郎といった戦意高揚映画に携わった人物が1947年に映画界追放とされた。しかし他のジャンルにおける追及と同じく、映画業界においても戦争責任の所在は曖昧に処理され、上記の処置は1950年には解除されている。
戦後、最初に公開された映画は佐々木康による『そよかぜ』で、並木路子による主題歌『リンゴの唄』が大ヒットした。
CIEのデヴィッド・コンデによって1945年に発布された製作禁止リストにおいて、国家主義や愛国主義、自殺や仇討ち、残忍な暴力映画などが禁止項目となり、時代劇の製作は事実上不可能となった。この影響で時代劇を生業としていた俳優は現代劇に出演するようになる。片岡千恵蔵の『多羅尾伴内』、阪東妻三郎の『破れ太鼓』、稲垣浩の『手をつなぐ子等』、伊藤大輔の『王将』などがそれにあたる。
また、GHQ主導で勧められた民主主義礼讃作品としてプロパガンダ映画が多数製作された。その中で黒澤明の『わが青春に悔なし』（1946年）、吉村公三郎の『安城家の舞踏会』（1947年）、今井正の『青い山脈』などに出演した原節子は西洋的な新時代の幕開けを象徴するスターとして国民的な人気を博した。佐々木康の『はたちの青春』（1946年）では日本映画最初のキスシーンが撮られた。
1945年11月16日、GHQは「非民主主義的映画排除方指令に関する覚書」を交付した。11月19日、超国家主義的・軍国主義的・封建主義的思想の映画236本の上映禁止・焼却指令を発表した。
1946年1月28日、GHQは「映画検閲に関する覚書」を出し、民間検閲課による検閲を開始した。8月13日には、昭和天皇の戦争責任を描いた亀井文夫の記録映画『日本の悲劇』上映禁止を通告した。

#### 東宝争議
東宝で1946年2月に全東宝従業員組合が結成されると「第1次東宝争議」が起きることになる。これは会社に待遇改善を迫り、最終的には組合の要求が貫徹されるというおだやかなものであった。この勝利に勢いづき東宝の従業員を中核とし、日活を除く映画会社と地方小劇場を除く劇団を結集した産業別単一組合として日本映画演劇労働組合が設立された。1946年10月のストに始まる「第2次東宝争議」では組合が日本共産党の指導下にあったことで会社側の態度は硬化し交渉が長引き、同年12月にストは組合側の勝利で終わるものの、組合側も大河内伝次郎を中心とする東宝のトップスター10人が「十人の旗の会」を興して離反し、新会社「新東宝」が生まれるきっかけとなった。1948年4月の撮影所の270名に及ぶ大量解雇に端を発した「第3次東宝争議」は米軍まで出動し、「来なかったのは軍艦だけ」と称されるほど大規模な対立にまで発展した。最終的に組合幹部の自発的退社と引き換えに270名への解雇を撤回するという条件で幕を閉じた。

### 1950年代 主権回復・第二黄金時代

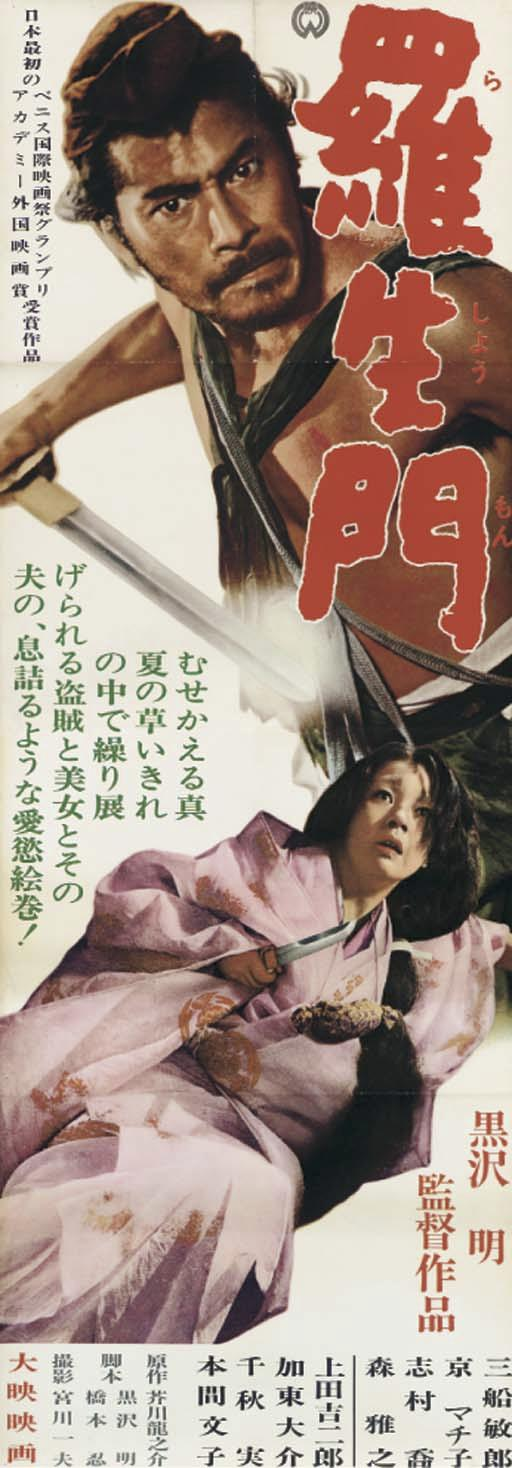
羅生門。(1950年（昭和25年）)

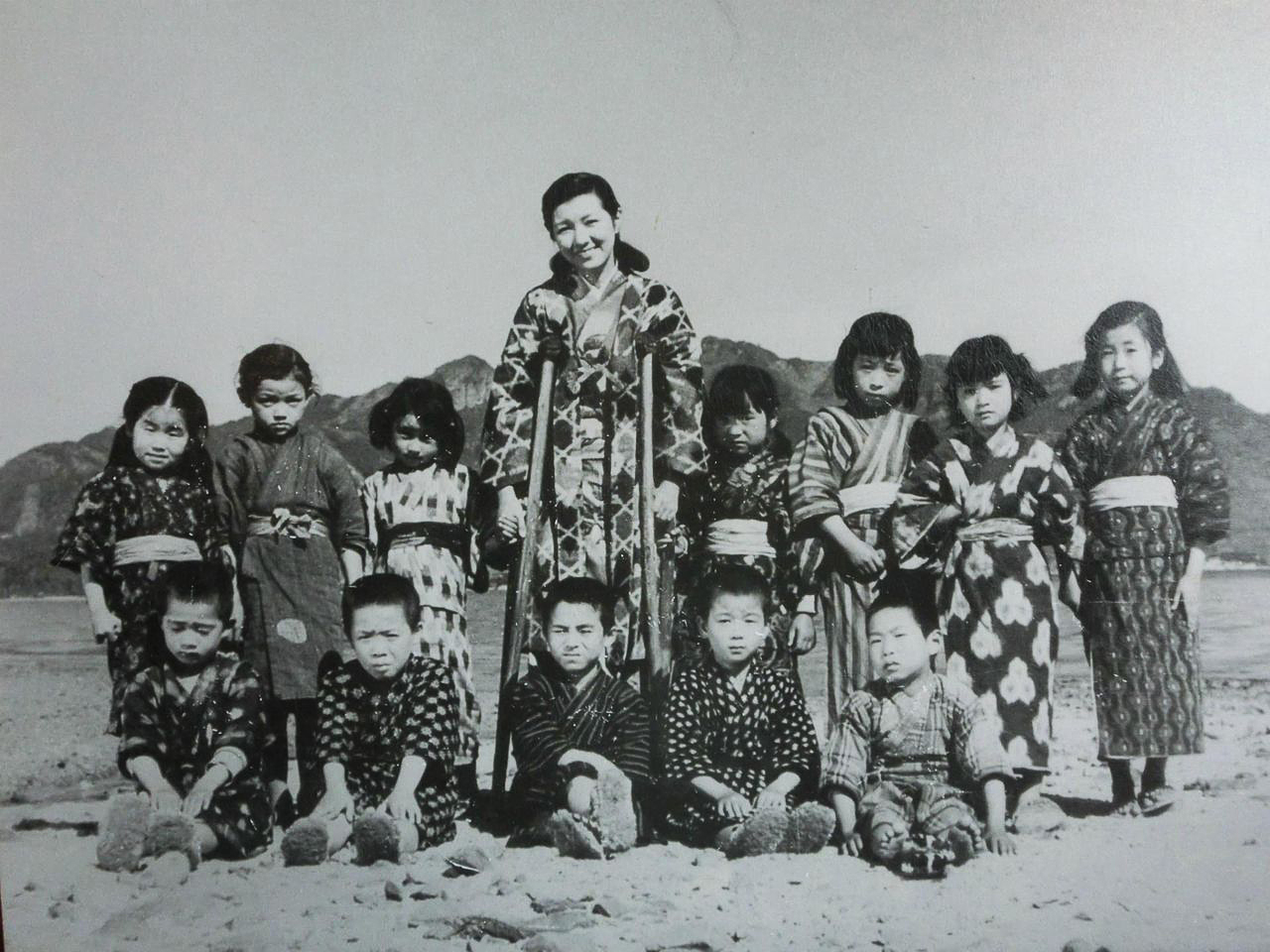
『二十四の瞳』（1954年（昭和29年））

1951年にサンフランシスコ講和条約が締結されると、日本国は主権を回復した。翌年にGHQによる映画検閲が廃止となる。これにより上映禁止となっていた時代劇が復活するとともに、多数の映画が製作されるようになった。国際映画祭において黒澤明や溝口健二らの日本映画作品が次々と受賞し、日本の文化的矜持の回復に務めた。また、1958年には映画人口が11億人を突破するなど、映画は娯楽の殿堂として不動の存在となるとともに、映画産業における第二の黄金時代が到来することとなった。
GHQによって制限されていた戦争映画が製作されはじめ、関川秀雄の『きけ、わだつみの声』（1950年）、今井正の『ひめゆりの塔』（1953年）、木下恵介の『二十四の瞳』（1954年）、市川崑の『ビルマの竪琴』（1956年）など、戦争を単純悪と捉えた作品ではなく、戦争体験の悲壮さや感傷的回顧を目的とした作品が次々と登場し、社会的影響となった。その他、『戦艦大和』（1953年）や『太平洋の鷲』（1953年）といったノスタルジア映画も量産された。こうした中で嵐寛寿郎が明治天皇を演じた『明治天皇と日露大戦争』（1957年）といった作品までもが登場した。神聖にして侵すべからずとされた天皇の商品化という、戦前には考えられなかった事態であった。
映画の国際的評価も上昇し、1951年に黒澤明が『羅生門』でヴェネツィア国際映画祭グランプリを受賞したのを皮切りに、溝口健二が1952年『西鶴一代女』、1953年『雨月物語』、1954年『山椒大夫』と、3年連続で受賞した。1954年はほかに黒澤の『七人の侍』もヴェネツィア国際映画祭銀獅子賞を受賞、カンヌ国際映画祭において衣笠貞之助の『地獄門』がグランプリを受賞するなど、日本映画が欧米でも注目されるようになった。
こうした映画の量産体制は東宝、松竹、日活、大映に加え、急速な発展を見せた東映が主体となって牽引した。各社の動向は以下の通り。

#### 東映
1949年に設立した東京映画配給が1951年に東横映画と太泉映画を吸収合併し、東映は誕生した。大手映画会社の中では最後尾であり、新興の弱小企業としてのスタートであったため、老舗である東宝や松竹の配給網に含まれない地方の映画館の興行に注力していった。地方の劇場は別々の会社の映画を併営する2本立て興行が中心だったため、一度で製作した長編の映画を複数本に分けて公開することで作品を量産し、2本立てプログラムを東映作品で独占する戦略を取った。中村錦之助、東千代之介出演の『新諸国物語 笛吹童子』シリーズ（1954年・三部作）、『新諸国物語 紅孔雀』シリーズ（1954年 - 1955年・五部作）が子供達に圧倒的に受け、市川右太衛門、片岡千恵蔵、月形龍之介、大友柳太朗出演の、大人向け時代劇も活性化。中村錦之助、大川橋蔵主演作とともに、東映は時代劇王国としての地位を築き上げ、1959年には全邦画収入の3分の1を東映が稼ぐにまで成長を遂げた。現代劇でも東映ニューフェイスから、中原ひとみ、高倉健、水木襄、佐久間良子、梅宮辰夫、千葉真一などの主演スターが輩出した。今井正監督『米』（1957年）、『純愛物語』（同）などの現代劇の秀作、ヒット作も残した。また1958年10月、日本初の長編カラーアニメーション映画『白蛇伝』を公開するなど、日本アニメ映画の中興の祖としての役割、東映シネマスコープの導入で日本映画のワイド時代を招聘した役割なども特筆的である。

#### 東宝

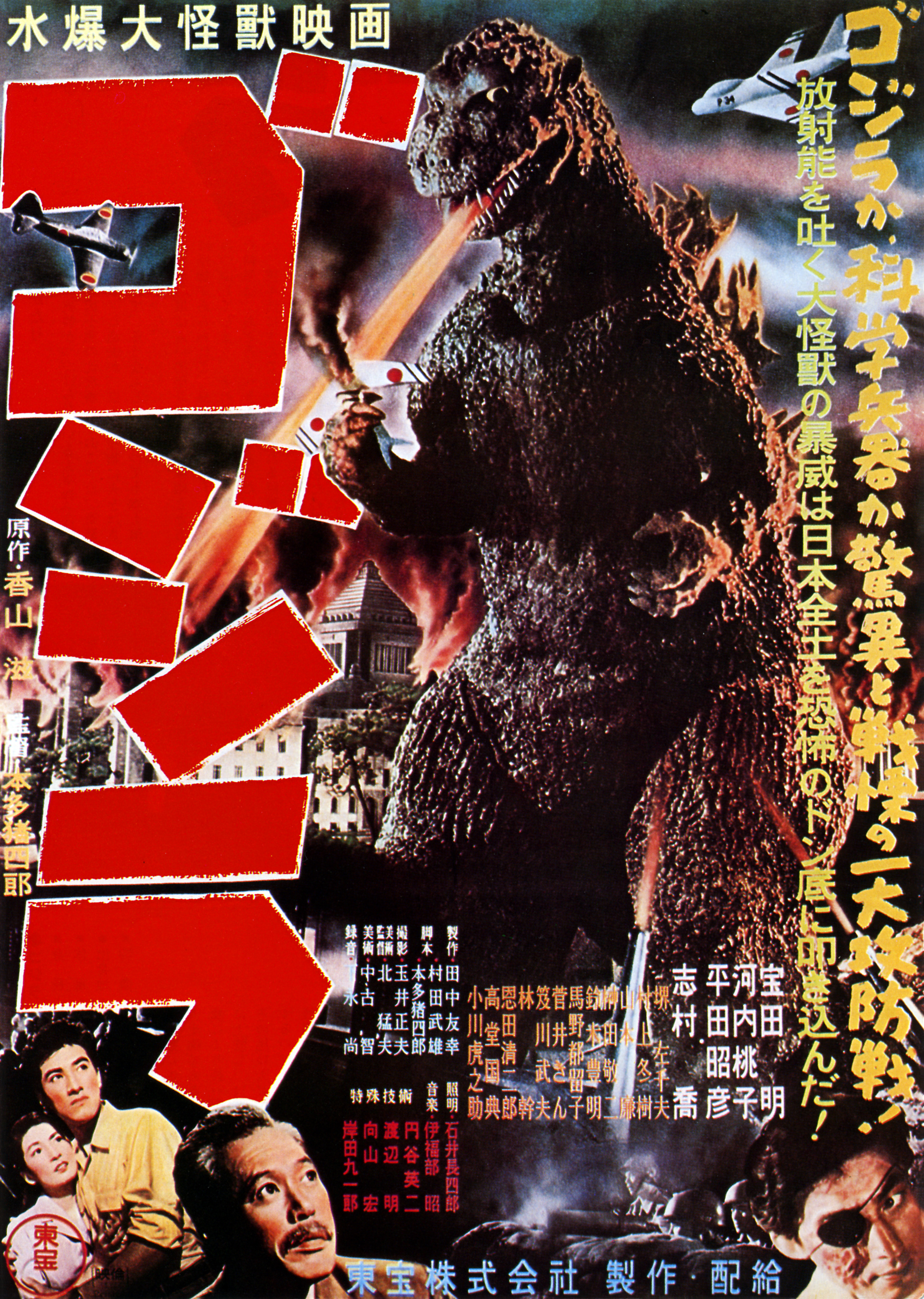
『ゴジラ』（1954年（昭和29年））

森繁久弥出演の『三等重役』より、サラリーマンシリーズ、フランキー堺出演の社長シリーズ、駅前シリーズが大ヒットし東宝の経営を支えた。今井正監督『また逢う日まで』（1950年）、ヴェネツィア国際映画祭グランプリを受賞した稲垣浩監督『無法松の一生』（1958年）、成瀬巳喜男監督『浮雲』（1955年）、岡本喜八監督『独立愚連隊』（1959年）などが大ヒットした。東宝争議により一時東宝を離れていた黒澤明監督も『生きる』（1952年）を皮切りに復帰し、『七人の侍』（1954年）、『隠し砦の三悪人』（1958年）など代表作となる作品を発表、興行的にも成功した。黒澤は莫大な製作費をかけるため、1959年に黒澤プロダクションが発足されるが、東宝とのパートナーシップは続いた。『七人の侍』も公開されていた1954年には田中友幸プロデューサー、本多猪四郎監督、円谷英二特撮監督の『ゴジラ』が大成功を収め、シリーズ化されて公開70年を経て今もなお新作が製作されるドル箱シリーズとなった。田中友幸プロデューサーはその後も『透明人間』（小田基義監督・1954年）、『獣人雪男』（本多猪四郎監督・1955年）など円谷英二特撮監督による特撮映画でヒットを飛ばし続けた。東宝映画1000本の記念作品は特撮映画『日本誕生』（稲垣浩監督・1959年）であった。

#### 松竹
大庭秀雄監督による『君の名は』（1953年 - 1954年）、今井正監督『にごりえ』（1953年）、『キクとイサム』（1959年）をはじめ文芸作が大ヒット。小林正樹監督『人間の條件』（1959年 - 1962年）ではヴェネツィア国際映画祭サン・ジョルジュ賞、パシネッティ賞を受賞した。さらに福田晴一監督・伴淳三郎出演『二等兵物語』など、松竹がお得意とする喜劇作品もヒットした。木下惠介監督は日本映画初の長編カラー映画『カルメン故郷に帰る』（1951年）を発表したほか、『日本の悲劇』（1953年）、『二十四の瞳』『女の園』（1954年）、『野菊の如き君なりき』（1955年）、『太陽とバラ』（1956年）、『喜びも悲しみも幾歳月』（1957年）、『楢山節考』（1958年）など精力的に活動。小津安二郎監督も『麦秋』（1951年）、『東京物語』（1953年）、『早春』（1956年）、『彼岸花』（1958年）などの代表作となる作品を発表した。

#### 日活
日活は戦時中に製作部門を大映に移管したため、終戦直後は大映作品、その後はアメリカ映画の興行を専門にしていたが、1953年に邦画の映画製作・配給市場に再参入した。それに伴い、他の大手5社から監督や俳優の引き抜きを行おうとしたことにより、既存製作・配給5社による対抗処置として「五社協定」が成立するきっかけとなった。五社協定により他社からスターを引き抜けないため、石原裕次郎、小林旭、浅丘ルリ子、赤木圭一郎、宍戸錠、二谷英明、川地民夫、待田京介、和田浩治などの自前のスターを作り出し、若年向けの青春映画や無国籍アクション映画を製作・配給した。なかでも古川卓己監督『太陽の季節』（1956年）と中平康監督『狂った果実』（1956年）は太陽族映画と呼ばれる社会現象となり、スターとなった石原裕次郎はその後も井上梅次監督『嵐を呼ぶ男』（1957年）、田坂具隆監督『陽のあたる坂道』、蔵原惟繕監督『風速40米』（1958年）などの主演作が一世を風靡する。その他、市川崑監督『ビルマの竪琴』（1956年）はヴェネツィア国際映画祭でサン・ジョルジュ賞を受賞、川島雄三監督フランキー堺主演の『幕末太陽傳』（1957年）などの歴史に残る作品も生まれた。

#### 大映
大映は『羅生門』の成功を契機に、溝口健二監督作品を中心に国際映画祭向けの芸術映画を製作したほか、娯楽映画も充実し、1950年代から1960年代前半にかけて男優では長谷川一夫、市川雷蔵、女優では京マチ子、山本富士子、若尾文子と、さらに他社専属やフリーの高峰秀子、鶴田浩二、岸惠子らも出演し、溝口健二監督『近松物語』（1954年）、吉村公三郎監督『夜の河』（1956年）などの名作を多数送り出した。中でも市川雷蔵主演作が人気を呼び、森一生監督『薄桜記』（1959年）、伊藤大輔監督『弁天小僧』（1958年）などの時代劇の他、市川崑監督『炎上』などの文藝作品もヒットした。

#### 新東宝
第2次東宝争議を契機として1948年に東宝から独立して設立された新東宝は、東宝争議により製作不能に陥った東宝のプログラムを埋めるための作品を製作していた。しかし東宝争議終了後、製作部門を完全に新東宝に委譲するか否かで東宝内で対立が起きたため、1950年から自主配給にも乗り出した。初期の新東宝作品は東宝の作風の延長線上にあり、ヴェネツィア国際映画祭国際映画賞を受賞した『西鶴一代女』(1952年・溝口健二監督)等、文芸映画も多く作られていた。
もともと製作のみを担当する会社であり、後発で配給に参入した故の配給網の脆弱さから経営難に陥り、1955年に大蔵貢が社長に就任すると会社のカラーは一変した。大蔵貢は会社の経営を立て直すため徹底した娯楽路線の作品作りに集中させ、怪談ものや低俗なエロティック映画、右翼的な戦争映画といった見世物興行的な作品を量産し、新東宝独特の路線が確立された。1957年の『明治天皇と日露大戦争』は観客動員数1300万人と当時の日本映画の記録を大幅に塗り替える大ヒットを記録したが、1957年の新東宝作品全体での配給収入を見ると、その年の東映の3分の1にすぎなかった。その後『明治天皇と日露大戦争』級の大ヒットは生み出せず、大蔵貢の独善的なワンマン経営も祟り、新東宝の業績は急速に悪化していき、1961年に倒産することになる。

#### 独立プロダクション
東宝争議とレッド・パージで共産党員を中心とする左翼系映画人が撮影所を追放されると、自らの映画製作の活動の場を確保するために独立プロダクションを設立した。最初の独立プロ作品は、日映演が第3次東宝争議の解決金で製作した『暴力の街』（山本薩夫監督・1949年）であった。独立プロダクションは近代映画協会『原爆の子』(新藤兼人監督・1952年)、新星映画社『真空地帯』(1952)、現代ぷろだくしょん『真昼の暗黒』(今井正監督・1956年)等、多くの名作を生み出し、一時期隆盛を極めたが、これらの左翼系映画人を中心とした活動は1950年代半ばに入り大手が量産体制を整え競争が激化すると衰退していった。
1957年には勅使河原宏や羽仁進などの若手映画人らがグループ「シネマ57」を結成し、実験映画の製作などを行った。このグループが母体となり、「日本アート・シアター運動の会」という日本に非商業的な芸術映画の専門館を作ろうという動きが生まれた。この会に東和映画副社長であった川喜多かしこが加わったことで、のちの1961年に日本アート・シアター・ギルド(ATG)が誕生することになる。

### 1960年代

日本における映画観客動員数の推移。

1960年に日本映画史上で最高製作本数となる547本を製作し、ピークを迎えた。そのほとんどは大手6社によるプログラムピクチャーで、この年以降、映画産業に翳りが見え隠れするようになった。観客動員数はこれより先、1958年の11億人強を最高に、急激に下降し、1963年には半分以下の5億人強となった。
この背景には1953年より登場したテレビの急速な普及がある。テレビは1959年の皇太子結婚をきっかけに一般に広く浸透し、1964年の東京オリンピックでその勢いは加速。またこの時期フジテレビに在籍していた五社英雄が松竹へ出向し『三匹の侍』で映画監督としてデビュー。テレビ畑出身、映画界での下積み経験のない人材が大手映画作品に進出していく契機となる。1961年には新東宝が製作停止、日活は1969年に撮影所を売却、1971年に製作停止となった。
同時に、中平康、鈴木清順、増村保造、蔵原惟繕、石井輝男、岡本喜八、今村昌平、松本俊夫、大島渚、高橋治、山田洋次、吉田喜重、篠田正浩、山下耕作、五社英雄、深作欣二、三隅研次、工藤栄一、浦山桐郎、熊井啓、勅使河原宏、若松孝二といった個性的で多種多様な若手監督が活躍した時代でもあった。
映画会社の低迷に伴い新規採用は絞られたが、テレビドラマ業界は映画会社から移った関係者たちに独占されたことで映像学科の新卒者が入り込める場所はなくなった。このため富野由悠季のようにアニメ業界へ入る者が増え、日本のアニメの躍進に繋がった。
映画誌も次々廃刊に追い込まれ、芸能誌で扱われる映画記事も年々減っていった。『月刊明星』や『月刊平凡』は、大半の世代からは、歌手やアイドルを扱う芸能誌というイメージかもしれないが、1960年代までは誌面のほとんどが映画スターの記事で占められた。1960年代後半からGSや御三家の記事などで歌手の記事が増えていき、1970年代に入ると歌手系の10代の女性・男性アイドルで誌面が席捲され、映画は新作映画の紹介記事など数ページだけになった。

#### 東映

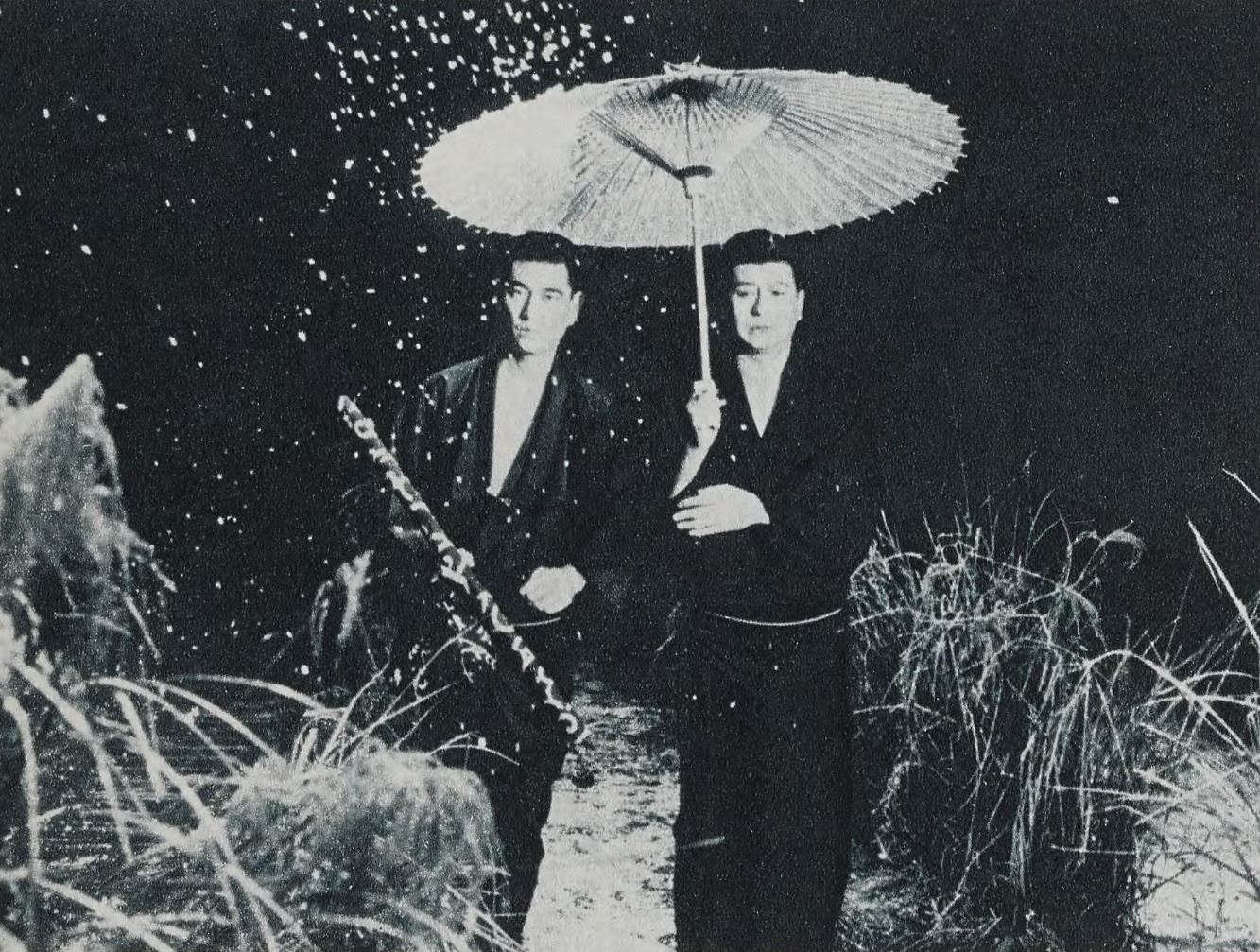
『昭和残侠伝 唐獅子牡丹』（1966年）

観客動員No.1となった東映は、1960年に第二東映（1年後にニュー東映と改称）を設立し、製作本数を倍増して日本映画界の売上50%のシェアを目指したがうまくいかず、ニュー東映は2年で解散した。映画不況が始まった1960年代から1970年代初めは時代劇人気に翳りが見えたが、鶴田浩二、高倉健、藤純子らを擁して仁侠映画ブームを作った。このジャンルの開祖は沢島忠の『人生劇場 飛車角』（1963年）といわれ、義理と人情の板挟みにあいながらも自己犠牲を貫く内容だった。以降、『博徒』、『日本侠客伝』、『網走番外地』、『昭和残侠伝』、『緋牡丹博徒』といった任侠シリーズは人気を博し、1972年頃まで製作され、内藤誠の『不良番長シリーズ』もヒットした。一方で1969年にはオールスターキャストの『日本暗殺秘録』（主演：千葉真一・監督：中島貞夫）を封切り公開し、東大紛争・安保闘争など騒然とした当時の世相を反映させている。

#### 東宝

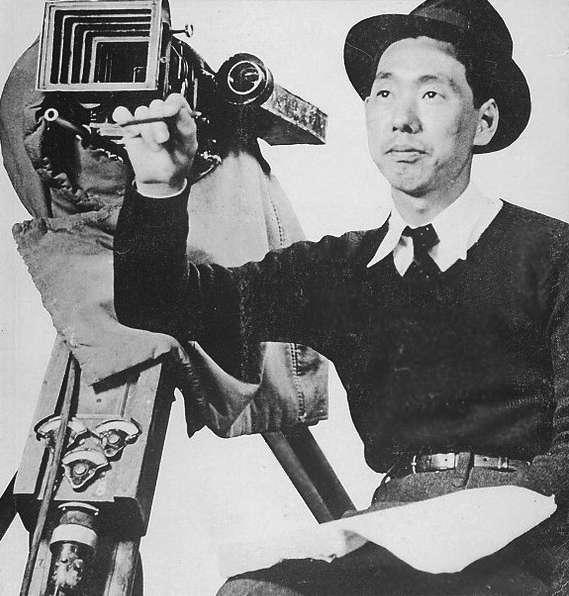
成瀬巳喜男

東宝では社長シリーズに続き、古沢憲吾による植木等主演の無責任シリーズ、日本一の男シリーズなどを開始し、陽気なミュージカル喜劇として人気を博した。また、加山雄三主演の若大将シリーズでは松竹が得意としたスポーツマン大学生もののお株を奪うヒットを見せた。
他方で黒澤明や怪獣映画も人気を堅持し、黒澤は引き続き黒澤プロダクションとの東宝共同製作で、『用心棒』（1961年）、『椿三十郎』（1962年）、『天国と地獄』（1963年）、『赤ひげ』（1965年）などの作品を発表した。1969年にアメリカの20世紀フォックス社の戦争映画『トラ・トラ・トラ!』の脚本と監督を依頼された黒澤は、最終編集権が監督にないハリウッドのシステムに反発。撮影が容易に進まず、激しい心労の末に解任され、自殺未遂事件を起こす。また、1970年には初のカラー映画『どですかでん』を製作している。
岡本喜八による『独立愚連隊』（1959年）で戦争モノにも進出し、多彩なジャンルをアピールした。岡本はその後の『日本のいちばん長い日』（1967年）で東宝と製作主張を巡り訣別を告げ、私費で『肉弾』（1968年）を製作している。
その他代表作としては、市川崑総監督『東京オリンピック』（1965年）、成瀬巳喜男監督の『女の中にいる他人』（1966年）、『乱れ雲』（1967年）などが挙げられる。
東宝は1961年ごろにロサンゼルスの老舗映画館「ラ・ブレア・シアター」を買い取り、自社作品の上映を開始し、同館は米国における日本映画のショーケースとして機能した。60年代には同様にニューヨークのタイムズスクエアにも専門館を所持した。

#### 松竹

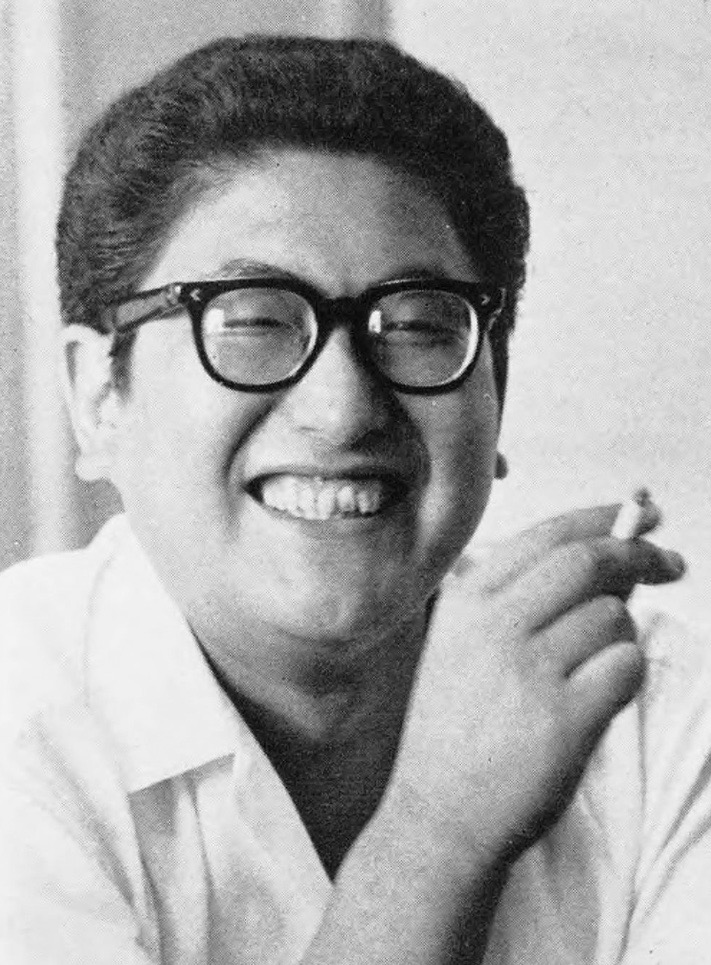
大島渚

「大船調」といわれた松竹お得意のメロドラマ路線が、収益を呼べず、1960年に城戸四郎社長が辞任。監査役の大谷博が社長となった。松竹ヌーヴェルヴァーグと呼ばれた助監督群が相次いでデビューし、大島渚監督『青春残酷物語』（1960年）、『日本の夜と霧』（1960年）、吉田喜重監督『ろくでなし』（1960年）、『秋津温泉』（1962年）、篠田正浩監督『恋の片道切符』（1960年）、『暗殺』（1964年）などの斬新な作品群を発表するが、日米安保改定問題を扱った大島渚監督『日本の夜と霧』が封切り4日後に松竹によって興行を打ち切られる。松竹を辞めた大島渚は独立プロ創造社を起こすなど、松竹ヌーヴェルヴァーグの監督たちは後に松竹を後にした。野村芳太郎は『拝啓天皇陛下様』（1963年）などの人情喜劇、コント55号主演映画などを監督。山田洋次監督は『下町の太陽』（1963年）、『馬鹿まるだし』（1964年）、『霧の旗』（1965年）などの作品を経て、1969年より「男はつらいよシリーズ」を始める。代表作には、小津安二郎監督『秋日和』（1960年）、『秋刀魚の味』（1962年）、木下惠介監督『笛吹川』（1960年）、『永遠の人』（1961年）、『二人で歩いた幾春秋』（1962年）、『死闘の伝説』（1963年）、『香華』（1964年）、渋谷実監督『もず』（1961年）、小林正樹監督『切腹』『からみ合い』（1962年）、松山善三監督『山河あり』（1962年）、羽仁進監督『充たされた生活』（1962年）、中村登監督『古都』（1963年）、『紀ノ川』『暖春』（1966年）、『智恵子抄』『惜春』（1967年）、『わが恋わが歌』（1969年）、吉村公三郎監督の『眠れる美女』（1968年）、蔵原惟繕監督の『栄光への5000キロ』（1969年）などがある。『宇宙大怪獣ギララ』（1967年）、『吸血鬼ゴケミドロ』（1968年）などの特撮映画も発表するがヒットには至らなかった。

#### 日活

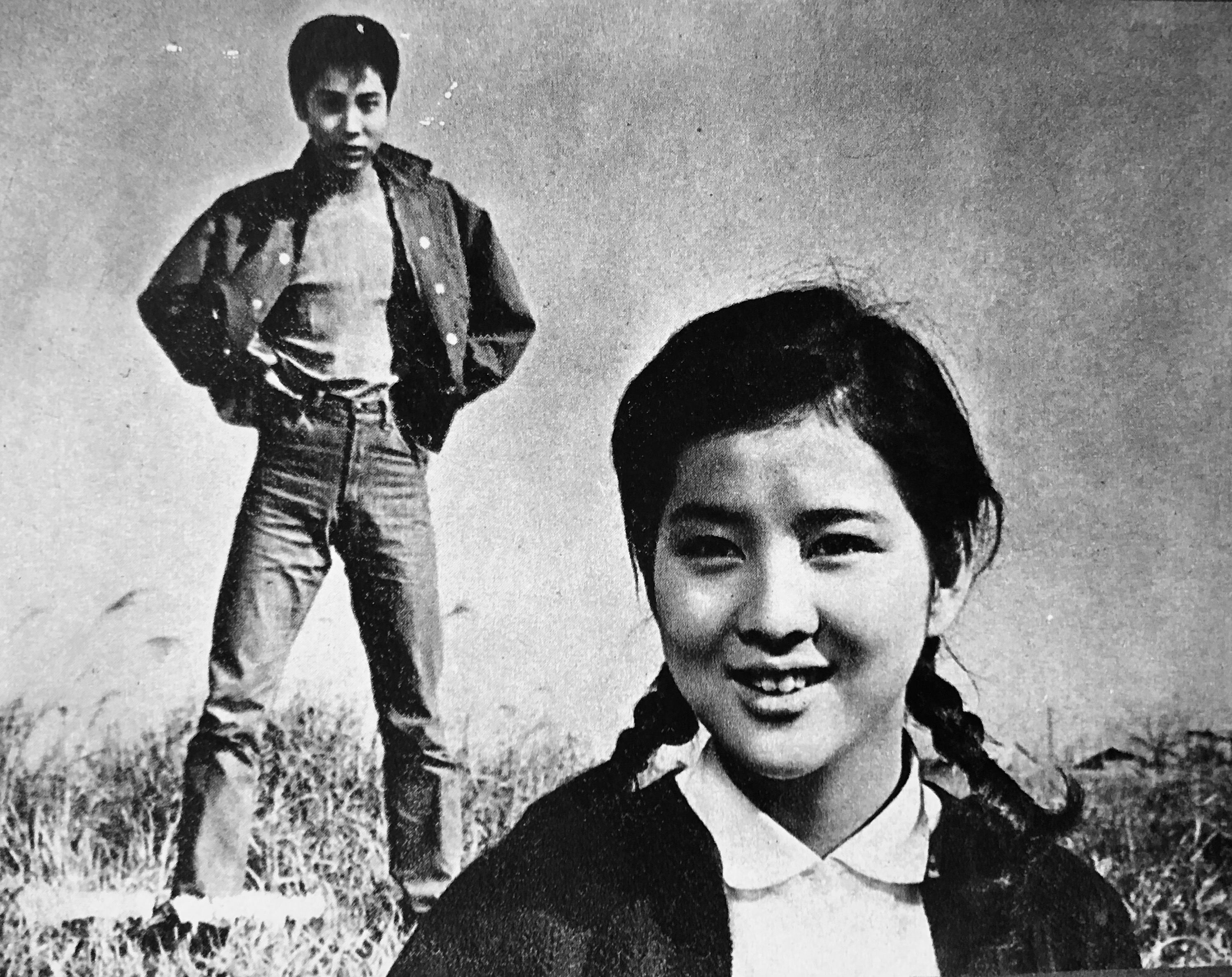
『キューポラのある街』（1962年）

1960年代に引き続き、無国籍映画と云われた和製西部劇（小林旭の渡り鳥シリーズや流れ者シリーズなど）が大ヒットするが、本格的なテレビ時代の到来と日本の映画産業全体の斜陽化のあおりを受けた上に、アクション映画のマンネリ化、企画不足、石原裕次郎と小林の人気低下、社長・堀久作のワンマン体質からくる放漫経営などが次々に災いして1960年代半ばから業績は急激に悪化。その1960年代には吉永小百合、浜田光夫、高橋英樹、渡哲也、山本陽子、和泉雅子、松原智恵子、藤竜也、梶芽衣子、杉良太郎らを輩出したが、退潮を食い止めることはできなかった。一方、今村昌平が『豚と軍艦』（1961年）、『にっぽん昆虫記』（1963年）、『赤い殺意』（1964年）、鈴木清順が『東京流れ者』、『けんかえれじい』（1966年）などを制作したが、『殺しの烙印』（1967年）に不満を持った堀から解雇される。このほか、監督では熊井啓、浦山桐郎らを擁した。

#### 大映

『大魔神』（1966年）

1960年代に入ると勝新太郎・田宮二郎が頭角を現すが、長谷川一夫・叶順子の引退（1963年）、永田雅一社長によって五社協定にかけられた山本富士子（1963年）・田宮二郎（1968年）の退社、市川雷蔵の急逝（1969年）で観客数の落ち込みが深刻になり、永田のワンマンな放漫経営もあって業績は悪化。日本初の70ミリ映画『釈迦』（1961年）や『秦・始皇帝』（1962年）など大作映画路線も数作で終わった。この年代の大映の代表作には、市川崑監督の『おとうと』『ぼんち』（1960年）、『黒い十人の女』（1961年）、『私は二歳』『破戒』（1962年）、『雪之丞変化』（1963年）、増村保造監督の『偽大学生』（1960年）、『妻は告白する』（1961年）、『清作の妻』（1965年）、『華岡青洲の妻』（1967年）、三隅研次監督の『斬る』（1962年）、『剣』（1964年）、『剣鬼』（1965年）、吉村公三郎監督の『その夜は忘れない』（1962年）、『越前竹人形』（1963年）、川島雄三監督の『雁の寺』（1962年）、『しとやかな獣』（1963年）、山本薩夫監督の『傷だらけの山河』（1964年）、『白い巨塔』『氷点』（1966年）、森一生監督の『ある殺し屋』（1967年）などがある。ガメラシリーズ（1965年 - 1971年）、大魔神シリーズ（全て1966年・3作）『妖怪大戦争』（1968年）などの子供向け特撮映画も発表し、中でもガメラシリーズに至っては東宝のゴジラシリーズと並ぶ怪獣映画の二枚看板にまで発展するに至るほどの人気シリーズとなった。主な人気シリーズは以下の通り。
- 悪名シリーズ（1961年 - 1969年）勝新太郎、田宮二郎主演
- 座頭市物語シリーズ（1962年 - 1968年）勝新太郎主演
- 兵隊やくざシリーズ（1965年 - 1968年）勝新太郎、田村高廣主演
- 忍びの者シリーズ（1962年 - 1966年）市川雷蔵主演
- 眠狂四郎シリーズ（1963年 - 1969年）市川雷蔵主演
- 陸軍中野学校シリーズ（1966年 - 1968年）市川雷蔵主演

#### 独立プロダクション
大手企業によるブロックブッキング制の影響があったものの、文芸プロダクションにんじんくらぶが複数の作品を制作・公開しており、1966年の日本・台湾合作映画『カミカゼ野郎 真昼の決斗』は、主演の千葉真一と監督の深作欣二が東映に籍を置きながら参加した作品である。一方映画産業の斜陽化と共に、監督が大企業を離れて独立プロで製作を行う、といったことが見られるようになり、新藤兼人の『裸の島』（1960年）、『鬼婆』（1964年）、『裸の十九才』（1970年）や、勅使河原宏と安部公房による『おとし穴』（1962年）、『砂の女』（1964年）、『他人の顔』（1966年）といったブラックユーモアに満ちた作品が出現した。

#### ATG
1961年に東宝の森岩雄副社長、三和興行社長の井関種雄らが中心となって、非商業主義的な芸術作品の製作・配給を目的とし、日本アート・シアター・ギルド (ATG) が設立した。第1回配給作品はイェジー・カヴァレロヴィチ監督『尼僧ヨアンナ』（1962年4月）、初の日本映画作品は勅使河原宏監督『おとし穴』（1962年7月）であった。当初は国内外の芸術映画の配給のみ行っていたが、今村昌平が『人間蒸発』(1967年)の企画をATGへ持ち込んだ際に独立プロと製作費を500万ずつ折半したことがきっかけとなり、製作費1000万円で映画製作を行うという枠組みが出来上がった。新藤兼人、羽仁進などの独立系監督のほか、三島由紀夫（作家）、実相寺昭雄（テレビ演出家）、寺山修司（演劇）、田原総一朗（ジャーナリスト）、清水邦夫（演劇）などの異業種出身監督、黒木和雄、松本俊夫などの新人など、多くの出身者や作風に門戸を広げた。また1960年代後半には、ピンク映画出身の若松孝二など、そして大手五社映画を辞した大島渚、今村昌平、吉田喜重、篠田正浩、岡本喜八、熊井啓、増村保造、斎藤耕一またはフリーの市川崑などにも製作と発表の場を与えた功績も大きい。多くの作品がキネマ旬報ベストテンに選定されるなど高い評価を受け、70年代はもちろん、80年代後半まで大きな潮流となった。

#### 手塚治虫・虫プロダクション
1962年、手塚治虫が虫プロダクションを設立。1969年に日本初の大人のためのアニメーション映画として『千夜一夜物語』を製作した。
富野由悠季のように映画を志望しながら新卒採用が無くなり入る者もいた。

### 1970年代
1970年代も日本映画の集客力の凋落は止まらず、1958年に11億2745万人を記録した入場人員は1972年に2億人を割り、1960年には78.3%あった邦画のシェアは1975年に44.4%となり初めて洋画に逆転された。内訳で見た場合、1971年に公開された367本のうち、大手5社の占める割合が約4割に激減した。逆に、低予算で製作可能なピンク映画や独立プロによる映画の躍進も見られた。
スターシステムと五社協定の崩壊により俳優は製作会社への所属から作品ごとの契約へと切り替わりが進んだ。前時代に活躍した監督についても、資本を海外に求めた黒澤や大島、ドキュメンタリーへ転進した今村など、徐々に消えていくこととなった。また、今村昌平は生産縮小により採用を止めていく撮影所の代わりに未来の映画人を養成することを目的とし、1975年に横浜放送映画専門学院(後の日本映画学校、日本映画大学)を設立した。
1950年代から1960年代にかけては、映画は10本作れば6本は黒字だったが、1970年代後半はヒット作は10本中2本程度になった。映画人口もピーク時の7分の1。映画がこれほど衰退した国は、世界に例がないと当時いわれた。あまりの衰退ぶりに映画業界から国から助成をという声が盛んに上がったが、1978年6月に日本映画製作者連盟の会長に就任した岡田茂が「金も出せば口も出すで、結局あちらの言いなりじゃ自ら首を絞めるようなものだ。地道に一本一本力を込めて、自力再生するしかない。もう東映だ、松竹だと妙な社風を振りかざして睨み合ってる時代じゃない。この斜陽対策を業界全体で考えなくてはならない」などと国からの支援を断固反対した。1978年には米国アカデミーの正式許諾を得て、日本アカデミー賞協会が発足、第1回日本アカデミー賞授賞式が開催された。初代会長は大谷隆三(松竹社長)が務め、岡田茂（東映社長）ら関係者は映画各界の幅広い賛同・参加を得ることに奔走した。

#### ドキュメンタリー映画
60年代末から70年代にかけて小川紳介は三里塚闘争、土本典昭は水俣病問題を告発する映画を撮り続けた。原一男はフェミニストである自分の元同棲相手を追った異色作『極私的エロス 恋歌1974』(1974年)を発表し注目を集め、80年代以降も奥崎謙三の破天荒な言動を記録した『ゆきゆきて、神軍』(1987年)のような話題作を送り出した。

#### 東映
学生運動の衰退に伴い、東映の任侠モノは色あせた映画と評されるようになった。伊藤俊也監督『女囚さそりシリーズ』の公開後、1973年には実録路線の深作欣二監督『仁義なき戦い』シリーズや、格闘映画の『ボディガード牙』シリーズなどが大ヒットし、以降次々とシリーズ化され、実録・格闘路線は経営を支える二本柱となった。特に千葉真一の格闘映画は欧米・東南アジアでも大ヒットした。1975年には日本国内では初めてのパニック映画である『新幹線大爆破』を公開、日本ではヒットしなかったものの、海外では高い評価をされて大ヒットした。同年には松竹の『男はつらいよ』シリーズに対抗した『トラック野郎』が、『新幹線大爆破』より日本での興行収入を上回ったことからシリーズ化され、菅原文太はヤクザ映画から脱却するきっかけとなった。1978年には『柳生一族の陰謀』が大ヒットし、『赤穂城断絶』など次々と時代劇復興を掲げた作品が製作された。
1970年代後半からは角川映画、オフィス・アカデミーなどの独立プロを盛んに取り込んだ。1977年に配給した『宇宙戦艦ヤマト』では日本映画で初といわれる徹夜組が出た。続く1978年公開の『さらば宇宙戦艦ヤマト 愛の戦士たち』は観客動員数400万人・興行収入43億円と当時のアニメ映画史上最高の数字を叩き出し、この記録は1989年まで他の作品に抜かれることはなかった。1979年には『銀河鉄道999』（東映動画製作・東映洋画配給）が公開され、1979年度の邦画配収第一位となり、アニメ映画史上初の快挙となった。

#### 東宝
キネマ旬報1969年1月下旬正月特別号にて森岩雄副社長は「日本映画の危機を脱するためには、東宝の唱える、大作主義以外に方法はありません」と宣言。松岡辰郎社長もこの副社長の改革案を支持し、東宝は大作路線に活路を見出したが、その道は前途多難であった。1970年のゴールデンウィーク興行で三船敏郎・中村錦之助・勝新太郎・石原裕次郎と四大スターが共演する『待ち伏せ』を公開したが、倒産しかけの大映のB級お色気企画『でんきくらげ』の後塵すら拝する始末だった。それでも大作路線を諦めず、黒澤明『どですかでん』、今村昌平『にっぽん戦後史 マダムおんぼろの生活』、内田吐夢『真剣勝負』、小林正樹『いのちぼうにふろう』、羽仁進『恋の大冒険』と、有名監督による大作も製作・公開したが、一本もヒットに結びつかなかった。後の12代目東宝社長・石田敏彦は「松岡辰郎社長時代の1970年に20本みんなで選んだんですが、当たったのが『その人は女教師』（岩下志麻主演・出目昌伸監督）1本だけだった鮮烈な記憶があります」と述べている。1971年の東宝の興行収入は9割が洋画からのもので、製作部門は10億の赤字を計上していた。その結果、東宝砧撮影所は株式会社東宝映画として独立を余儀なくされた。この際にゴジラシリーズを制作していた特撮部門もまた、東宝映像という別会社として独立採算制をとらされることになった。ゴジラシリーズは70年代に入っても継続して製作されていたが、低予算化と内容の低年齢向け化が進み観客動員数の下落も止まらず、1975年の『メカゴジラの逆襲』を最後に1984年まで製作が途切れることとなった。
苦境は続いたが、1973年に小松左京のベストセラー小説を原作とし、東宝映画が本編・東宝映像が特撮を担当して製作した『日本沈没』が日本映画史上初の配収20億円超を記録。この成功を契機に東宝は1974年『華麗なる一族』、1975年『青春の門』、『金環蝕』、1976年『不毛地帯』、『犬神家の一族』、1977年『悪魔の手毬歌』、『八甲田山』といったベストセラー小説原作の大作映画路線が続いていくこととなった。

#### 松竹

東京柴又駅の車寅次郎の銅像

松竹では1969年より開始された山田洋次による『男はつらいよ』をシリーズ化し、国民的人気を得てこのシリーズは30年近く続き48本の映画が製作され、1983年、「世界最長の映画シリーズ」としてギネス・ワールド・レコーズに登録されている。その他、橋本忍が1973年に設立した「橋本プロダクション」と提携した『砂の器』(1974年、原作：松本清張、監督：野村芳太郎、脚本：山田洋次・橋本忍共同)が興行・批評両面で成功を収めた。

#### 日活
経営難に陥った日活は、大映と配給網を統合しダイニチ映配を設立したが、経営悪化は止まらなかった。労働組合を中心に再建がなされ、1971年にはダイニチ映配から離脱、日活ロマンポルノとしてロマンポルノ路線を断行した。日活の転進はそれまで所属していた大物俳優や監督との訣別を意味し、小林旭や渡哲也は東映へ、宍戸錠はテレビへと活躍の場を求めている。逆に今まで機会のなかった新人監督や俳優が次々と出現し、業界の停滞期において、唯一といっていい人材育成の場所となった。日活ロマンポルノは1988年まで週に2本というペースで製作がなされ、神代辰巳、田中登、小沼勝、村川透、池田敏春、中原俊、黒沢直輔、金子修介といった多数の人材を輩出している。
ロマンポルノ以外にも日活の労働組合の後押しにより、山本薩夫監督の大作反戦映画『戦争と人間』シリーズが製作された。第一部は労働組合が主導して前売券を配券したことで、全体で10万枚を売り、配収4億円と成功を収めたが、日活の経営悪化により当初予定していた4部構想は実現できず3部で完結となった。

#### 大映
ダイニチ映配で配給網を日活と統合した大映だったが、1971年には日活が離脱したため大映配給による単独配給に戻った。11月29日、体調不良の永田雅一に代わり息子で副社長の永田秀雅が社長に就任。全従業員に解雇通告が出され業務全面停止。12月に大映は倒産し、後の1974年に徳間書店に買収された。
買収後は大映株式会社から大映映画株式会社へと社名が変更となり、徳間書店傘下の映画製作子会社となった。1975年の『金環蝕』が製作復帰第一号となったが、配給は東宝であり、以後の製作作品も他社が配給を担った。

#### 角川映画
既存の大手映画会社が苦戦する一方で1976年に角川書店の角川春樹が映画製作に進出し、1976年の『犬神家の一族』を皮切りに、豊富な予算による制作と出版やテレビドラマ等との複合的効果を狙ったメディアミックスによる戦略化された宣伝を展開。『人間の証明』、『野性の証明』、1979年の『戦国自衛隊』など、大作を立て続けに大ヒットさせ、洋画とテレビに押される一方だった日本映画界の停滞を打ち破り、角川映画の勢いは1980年代半ばまで続いた。

#### ATG
元々商業主義から背を向けていたATGにも経営の困難はつきまとい、1974年には主力劇場であった新宿文化劇場も東宝の意向でATGから外されることになった。それでも娯楽映画以外の企画に手を出す余裕のない大手に代わり芸術映画を積極的に製作し続け、吉田喜重監督『エロス+虐殺』(1970)や寺山修司監督『田園に死す』(1974)などその作家の代表作となる作品を生み出し日本映画の質的水準の維持に貢献した。1976年には今村プロ出身の長谷川和彦が『青春の殺人者』でその年のキネマ旬報ベスト・テン1位を獲得し、新人監督として鮮烈なデビューを飾った。
長谷川和彦は更に1979年には監督第二作『太陽を盗んだ男』（キティ・フィルム製作・東宝配給）を公開。興行的には失敗したが、長らくカルト映画として人気を誇り、キネマ旬報が2018年に発表した70年代の日本映画の第1位に選ばれる等、今なお高く評価される作品となっている。

### 1980年代

邦画配給会社別の年間配給収入（1999年（平成11年）まで）

1980年になると従来のスタジオシステムは崩壊し、大手が大作映画を全国の専属劇場で同時公開するという方式が成り立たなくなった。撮影所システムの崩壊は助監督から監督へ昇格するという流れをほぼ消滅させたが、その一方で1980年代は自主製作映画を中心に多くの若手映画監督がデビューした時期でもあった。1977年に始まった自主映画制作展は1981年にはぴあフィルムフェスティバルと名称を変え、自主映画のコンペティションであるPFFアワードの入選者は森田芳光、石井聰亙、黒沢清、塚本晋也など多数のプロの映画監督を輩出し、現在に至るまで若手映画監督の登竜門となっている。
1980年の第54回キネマ旬報ベスト・テンで話題を呼んだのは、ゲリラ的に製作・配給・興行した鈴木清順監督の『ツィゴイネルワイゼン』が日本映画ベスト・テン1位を取ったことと、巨匠監督の作品に交じって大森一樹『ヒポクラテスたち』、橋浦方人『海潮音』、石井聰亙『狂い咲きサンダーロード』と、20～30歳代の若い監督作がベスト・テンに名を連ねたことだった。キネマ旬報ベスト・テン選考委員の一人である松田政男は「1980年は自主製作映画の最良のエネルギーを取り込むことに成功した一年だった。80年代に於ける日本映画転換のきざしを準備したと言える。それを担ったのはシネマプラセット・新生ATG・名画座チェーンの三者。この功績は大きい」と評した。名画座チェーンというのは、いずれも良心的な劇場（こや）として映画ファンに知られていた東京の並木座、池袋文芸坐、上板東映の三館を指し、「80年代はもうメジャーに任せておけない！」と、若手監督の自主製作バックアップに情熱を注いだ。並木座は土方鉄人監督の『戦争の犬たち』、文芸坐は山川直人監督の『アナザ・サイド』、上板東映は石井聰亙監督の『狂い咲きサンダーロード』の製作にも関わっている。
『朝日ジャーナル』1982年7月の記事で酒井武史は「いま日本の映画界では一見奇妙な現象が起きています。映画人口は1981年についに1億5千万人を割りました。これは最盛期の14％に当たります。にも関わらず、邦画ニューウェーブの旗手たちといわれる新進若手の監督たちが、話題作、問題作を引っさげて続々登場してきています」と論じ、同誌編集部が独断で、将来の日本映画を担うと期待する若手監督20人を選び、1982年7月に二週に渡り紹介している。ここで挙げられている20人は、長嶺高文、井筒和幸、森田芳光、浅尾政行、土方鉄人、井上真介、小栗康平、石山昭信、土橋亨、後藤俊夫、山川直人、石井聰亙、長崎しゅんいち、大森一樹、根岸吉太郎、横山博人、松原信吾、和泉聖治、保坂延彦、澤井信一郎である。
1982年6月には長谷川和彦を代表とし、8人の新人監督（相米慎二、根岸吉太郎、高橋伴明、井筒和幸、池田敏春、大森一樹、石井聰亙、黒沢清）に呼びかけ企画・製作会社ディレクターズ・カンパニーが発足した。しかし、大半の作品は満足な興行成績を上げることができず、経営難に陥り1992年に活動終了となった。

#### 巨匠監督の復帰
1970年代に沈黙してきた巨匠の復帰作品というものも見られ、代表的なものとしては黒澤明の『影武者』（1980年）、『乱』（1985年）や今村昌平の『楢山節考』（1983年）、『黒い雨』（1989年）、鈴木清順の『ツィゴイネルワイゼン』（1980年）、『陽炎座』（1981年）や吉田喜重の『人間の約束』（1986年）、松本俊夫の『ドグラ・マグラ』（1988年）、勅使河原宏の『利休』（1989年）などがある。このうち、『影武者』は第33回カンヌ国際映画祭にて、『楢山節考』は第36回カンヌ国際映画祭でそれぞれパルム・ドールに輝く等、海外でも高く評価された。

#### 異業種監督の登場

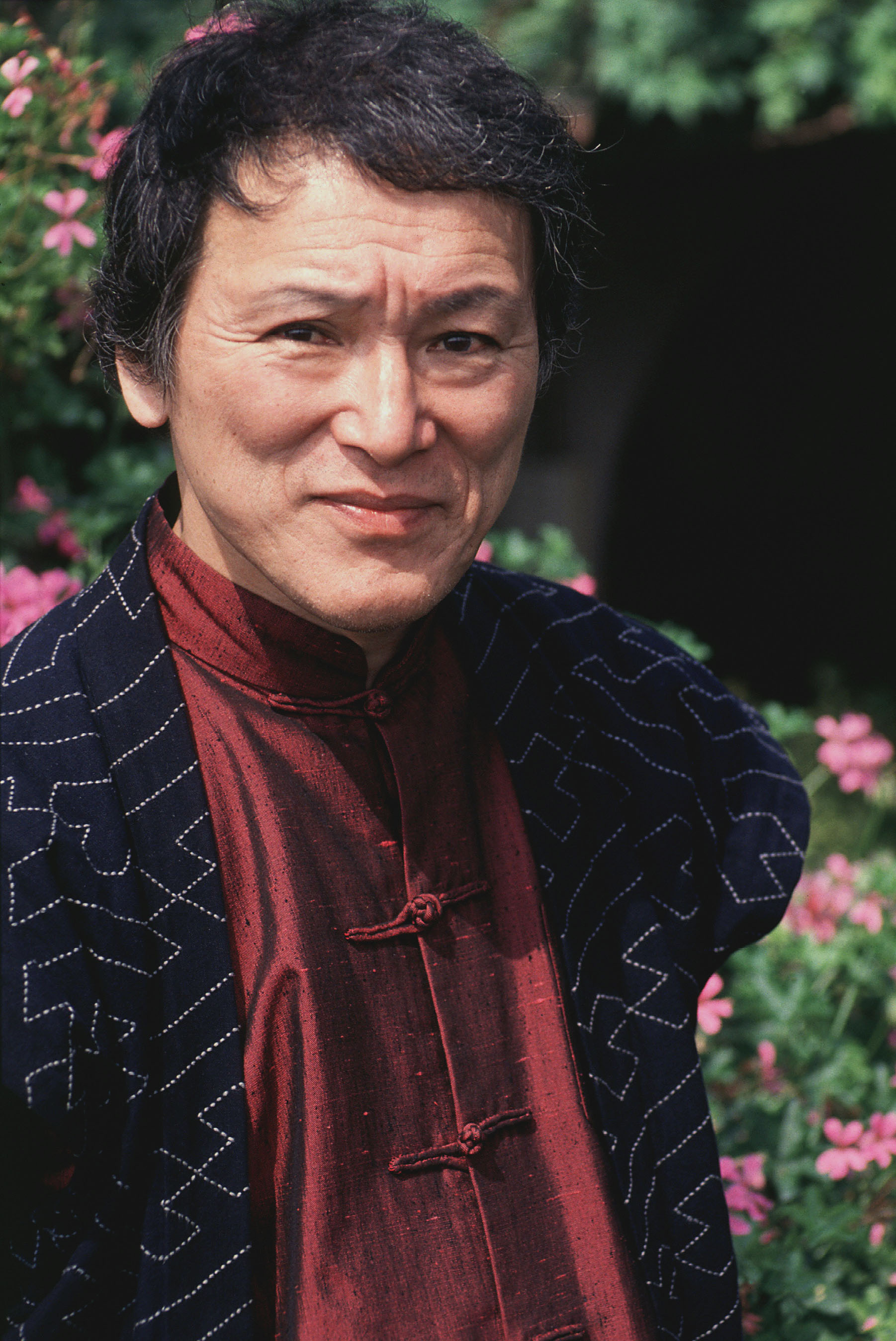
伊丹十三

80年代から90年代初頭にかけては映画界の外から有名人を映画監督に担ぎ出す動きも相次ぎ、ミュージシャンや俳優から作家、画家などあらゆるジャンルの監督が出現した。しかしそうした異業種監督で二作目のメガホンをとり映画界に定着した人物はごく僅かであった。
角川映画で一躍時の人となった角川春樹も1982年の『汚れた英雄』において自ら監督デビューを果たした。
1984年にはマルチタレントとして活躍していた伊丹十三（映画監督伊丹万作の息子）が51歳で『お葬式』で映画監督としてデビューし、当初は「映画の名前が良くない」などと、ほとんど映画館から上映を断られるほど知名度が低い状態であったが、最初は小さな映画館での上映から始まり徐々に高い評価をうけ上映館が拡大し、ついには日本アカデミー賞、芸術選奨新人賞を始めとして、実に30を超える映画賞を受賞した。翌1985年の『タンポポ』はアメリカで好評を得た。1987年の『マルサの女』は、同時代を取材しそれを巧みに取り込んだ作品で、興行的にも成功した。
1989年にはのちに"世界のキタノ"と称されるようになる北野武が『その男、凶暴につき』で映画監督デビューとなった。

#### ミニシアターブーム
1980年代に於いても映画をめぐる環境は急速に変化した。上板東映など名画座の閉館が相次ぎ、代わって都会でもてはやされたのがミニシアターであった。東京の名画座に限れば、都心に相次いでオシャレなミニシアターが1980年代に続々開館したことで、お客が地元の映画館で映画を見なくなったということがあった。また1970年代後半からの大作志向もあって製作本数が激減し、興行の当たり外れも増え、多少でもヒットした作品は封切映画が打ち切りしたときの穴埋めで使われるようになり、名画座にかける映画も減った。さらに追い打ちをかけるようにそれまで大手（映連）とテレビ局、映連と全興連の間で一定の期間を置いて、テレビ放映、ビデオ化することが不文律で守られていたが、1980年代に入り次々これも崩され、名画座の存在理由も著しく揺らいだ。1983年に『E.T.』『南極物語』で久々に映画人口は増加したとはいえ、その数字には名画座の観客数は含まれていない。1983年8月にオープンしたテアトル千住は、マニアックなピンク映画のプログラムを組み、一部の映画ファンから注目されたが、お客が全然入らず半年で潰れた。古い汚いイメージが定着した名画座をいざ立て直そうとすると消防法の改正で金がかかりすぎ、個人経営の資本では賄いきれない事情があった。これに関連するトピックとして西武セゾングループの映画進出が挙げられる。1970年代の角川映画の映画進出も大きなトピックだったが、西武グループはさらに規模が大きく、映画関係者も大いに気にした。80年代のミニシアターブームで渋谷パルコSPACE PART3、新所沢レッツシネパーク、シネヴィヴァン六本木、シネセゾン渋谷、銀座テアトル西友など、次々に映画館をオープンさせたのを始め、シネセゾンとして洋画邦画の配給他、関連会社が、多くの映画を製作した（セゾングループの映画事業）。同社幹部は「系列の映画館を30館程度にします」と述べていた。

#### ATG
80年代になると外国映画の配給よりも日本映画の製作と配給に注力するようになったATGに代わり、岩波ホールをはじめとする多くのミニシアターが外国の芸術映画の上映という役割を担うようになった。また、東映セントラルフィルムが『泥の河』(1981)を配給する等、大手が独立系の芸術映画の配給にも手を出し始めたこともあり、ATGはその存在意義を失いつつあった。それでも1979年に初代社長の井関に代わり新しく社長になった佐々木史朗は新人監督に活躍の場を与えようと大森一樹監督『ヒポクラテスたち』(1980)、 井筒和幸監督『ガキ帝国』(1981)、大林宣彦監督『転校生』(1981)、森田芳光監督『家族ゲーム』(1983)、伊丹十三監督『お葬式』(1984)など、新人監督を起用した作品を次々に送り出した。これらの作品は高く評価され『家族ゲーム』や『お葬式』は興行面でも成功したにも関わらず経営難は改善せず、1985年に佐々木史朗は社長から退陣、ATGは大きく弱体化し低予算映画の製作すら困難となり1992年に活動を休止することになる。

#### テレビ局の映画製作参入
今日続く映画状況の起点という意味では、1980年代のテレビ局による本格的な映画製作への参入が挙げられる。当時視聴率トップを走っていたフジテレビは、1969年の『御用金』でテレビ局による映画参入の先鞭をつけたが、その後中断し、14年の歳月を経て1983年の『南極物語』で再び映画に参入した。1983年は前年暮れに公開されたアメリカ映画『E.T.』が空前の人気を維持して配収94億円を挙げ、興行街を活性化した年でもあったが、この年夏に公開された『南極物語』が当時の日本映画新記録となる配収56億円を挙げ、さらに興行街を盛り上げた。『南極物語』の大ヒットは、製作・宣伝面で、映画界にいくつかの新しい血を導入した。フジテレビの番組に俳優や犬が次々と出演、バラエティ番組で連日取り上げるなど大々的なキャンペーンが行われ、映画公開を一大イベント化した。フジサンケイグループを前面に押し出し、同系列資本が一丸となっての宣伝は、映画界では初めてのことであった。
フジテレビは以後も『子猫物語』（1986年）、1980年代末からのバブル時代にはホイチョイ三部作と呼ばれる「トレンディ」な映画をヒットさせるなど、話題作を連打し、他局もそれにならうようになった。これには自局で放映する映画番組での放映権が獲得しやすいことも理由としてあった。ここに至りテレビ局も映画製作会社としての一面を持つといっていい状況が生まれた。

#### 角川映画
1980年『復活の日』が満足な興行成績を上げられなかったため、大作映画路線からは撤退。薬師丸ひろ子主演『セーラー服と機関銃』(1981)や原田知世主演『時をかける少女』(1983)といった低予算のアイドル映画へと路線を変更していき、その中で相米慎二や大林宣彦は特異な作家性を発揮した。フジテレビが『南極物語』を大ヒットさせた1983年には『探偵物語』『時をかける少女』をヒットさせたが、派手な宣伝という意味では、次第にフジテレビと入れ代わるようになった。一方で、『蒲田行進曲』や『Wの悲劇』『麻雀放浪記』が様々な映画賞を受賞し、『犬神家の一族』の後は圏外が続いていたキネマ旬報ベスト・テンにランクインするなど、作品評価は高くなった。

#### 東宝
一度終了したゴジラシリーズを1984年に復活させたほか、『さよならジュピター』や『ガンヘッド』のようなSF映画(特撮映画)も製作したものの、評価は芳しくなく『ゴジラ』以外は興行面でも惨敗した。その一方で角川と同じくアイドル映画を興行の中心に据えていき、ジャニーズ・ホリプロ・サンミュージックのような大手芸能事務所と組み、たのきんトリオ出演映画は1981年から1983年の3年間で8本も作品が公開された。自社でも東宝シンデレラオーディションを開始し、沢口靖子や斉藤由貴主演の作品を製作した。
配給作品では1980年にはアニメ映画ドラえもんの第一作『ドラえもん のび太の恐竜』が公開された。以降ほぼ毎年邦画の年間興収トップ10に入るほど安定して稼ぐファミリー映画として息の長いシリーズとなっている。

#### 東映
時代劇やヤクザ映画が行き詰まる中、1980年に大作歴史映画『二百三高地』をヒットさせたほか、『鬼龍院花子の生涯』(1982)のヒットをきっかけに女性文芸大作路線をスタートさせ、その流れは『極道の妻たち』シリーズに発展していった。

#### 松竹
80年代に入っても『男はつらいよ』シリーズに頼る状態が続いていたが、配給を担当したアニメ映画『機動戦士ガンダム』劇場版三部作(1981-1982年)や『南極物語』や『子猫物語』といったフジテレビ製作の動物映画のヒットに便乗した『ハチ公物語』(1987年)が大ヒットを記録。1988年には『釣りバカ日誌』第一作が公開し、『男はつらいよ』に次ぐ看板映画として2009年まで製作された。

#### 日活
日活は1978年に社名を「にっかつ」に、1988年に「ロッポニカ」に変更し、ロマンポルノ路線からの脱皮を図ったが、うまく立ち行くことはできなかった。

#### 徳間大映
徳間書店に買収された大映は徳間康快社長の中国好きもあり『未完の対局』、『敦煌』といった日中合作の大作を製作したが、莫大な製作費は会社の赤字を膨れ上がらせる要因となった。

#### スタジオジブリ
徳間康快は大映での映画製作のみならず、1984年に『風の谷のナウシカ』を映画化し、1985年にはアニメーション制作会社株式会社スタジオジブリを設立、初代社長に就任した。1988年には『となりのトトロ』『火垂るの墓』の二本立てを公開(東宝配給)、観客動員数は80万人と興行的には目立たなかったものの、『となりのトトロ』はアニメ映画として初のキネマ旬報ベスト・テン1位を獲得する等高く評価された。さらに1989年『魔女の宅急便』(東映洋画配給)は観客動員数264万人を記録、その年の邦画1位となり、この成功を契機としスタジオジブリ作品は90年代以降日本の映画興行の中心となっていく。

### 1990年代

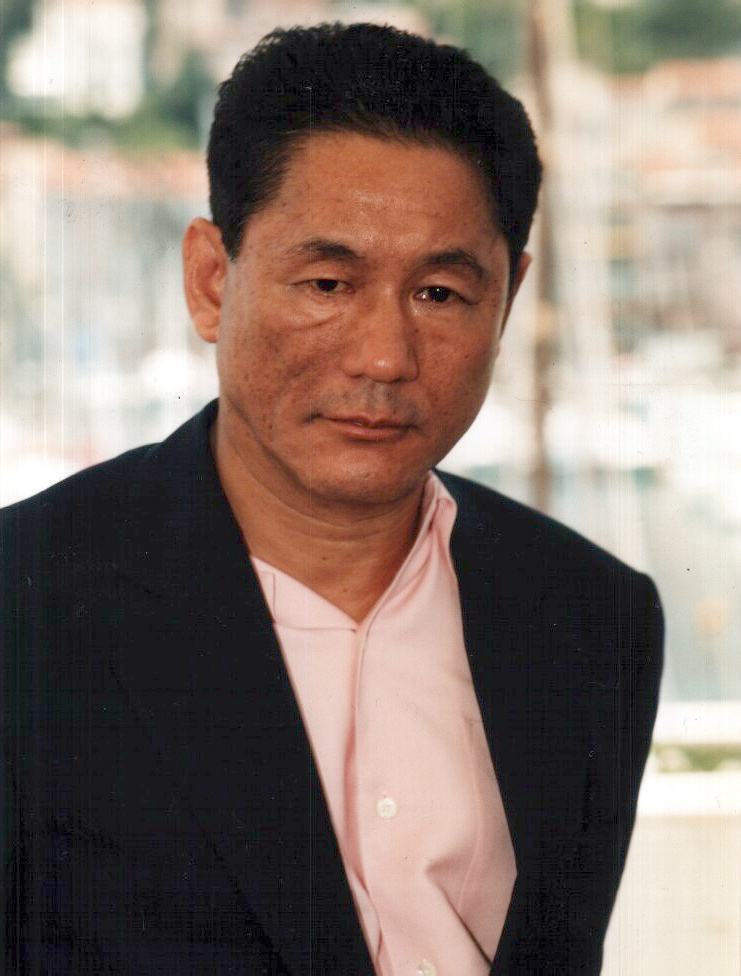
北野武

映画業界の苦戦は続き、年間観客動員数は1996年に1億1957万人まで減少、洋画人気による洋高邦低の状況も顕著になり、1998年には年間配給収入シェアで邦画が30.2%まで落ち込んだ。1992年にはATGが活動を終了、1993年には日本最古の映画会社である日活は会社更生法の適用を申請し事実上倒産となった。バブル崩壊後の不景気も影響し、大手映画会社の企画は保守化し、新人監督がデビューする機会はほとんど失われていった。
そうした状況下でも日本映画を担う新たな人材を見つけるための試みが途切れたわけではなかった。大手映画会社の中でも松竹の奥山和由は数少ない新人発掘に尽力していたプロデューサーであった。まずそれは異業種の才能を映画界へ引き込む形で行われた。お笑い芸人の北野武、俳優の竹中直人、放送作家・作詞家の秋元康、歌舞伎役者の坂東玉三郎等がデビューしたが、どれも商業的には失敗に終わった。しかしその中で北野武は『ソナチネ』(1993)以降奥山とは訣別したものの、1997年ヴェネツィア映画祭で『HANA-BI』が金獅子賞を獲得するなど国際的に高い評価を得る監督となった。奥山は更に1997年に邦画の新しい製作・興行体制の構築を目指して、専用上映館を軸に低予算映画を上映するプロジェクト「シネマジャパネスク」を企画、ベテラン監督の今村昌平や若松孝二が参加したほか、阪本順治、黒沢清、行定勲、原田眞人、市川準、本木克英、雨宮慶太といった多くの若手監督が起用された(行定勲と本木克英はこの枠で監督デビューした)。そしてシネマジャパネスク第2作の『うなぎ』（監督・今村昌平）は第50回カンヌ国際映画祭パルムドールを受賞する成功を収めた。しかしどれも興行的には失敗に終わり、プロジェクト途中の1998年1月19日に奥山は松竹取締役を解任、会社から追放されることとなった。
インディペンデント映画では鉄鋼業界からWOWOWへ入社した仙頭武則が異業種でありながら映画プロデュースへ参入し、利重剛『BeRLiN』(1995)、万田邦敏『宇宙貨物船レムナント6』(1996)、青山真治『Helpless』(1996)、諏訪敦彦『2/デュオ』(1999)と新人監督のデビュー作を次々と手がけた。そして1997年のカンヌ国際映画祭では河瀬直美の『萌の朱雀』がカメラ・ドールを獲得。『女優霊』(1996)で組んだ中田秀夫とは『リング』がヒットしたことにより、ジャパニーズホラーブームの火付け役の一人となった。仙頭は更に1998年11月に日本映画の国際的な基盤作りを目指してWOWOW100%出資の子会社としてサンセントシネマワークス株式会社を発足したが、2002年9月には業績不振のため解散となった。
映画教育機関に目を向けると、1975年に今村昌平が設立した日本映画学校(現日本映画大学)から三池崇史や李相日など、プロの映画監督になる卒業生が現れ始めた。1997年にはアテネ・フランセ文化センターとユーロスペースが共同で実践的に映画づくりを学べる教育機関として映画美学校を設立した。卒業生の清水崇は1999年にビデオ版『呪怨』を製作し、ジャパニーズホラーブームを加速させた。

#### アニメ・特撮映画

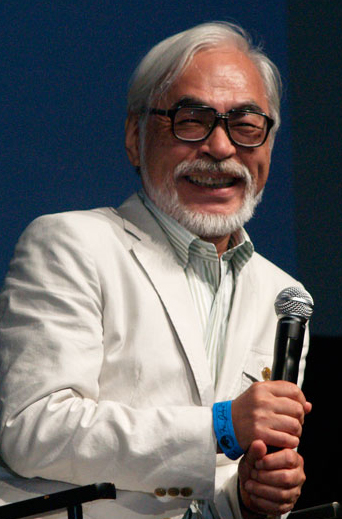
宮崎駿

1990年代の国内市場では『紅の豚』や『おもひでぽろぽろ』、『耳をすませば』などのスタジオジブリ作品が安定したヒットメーカーとなった。
1997年7月12日、宮崎駿監督の『もののけ姫』が公開し、すぐさま爆発的なヒットとなった。各週刊誌やスポーツ新聞には「もののけ妻」「おのろけ姫」「そこのけ姫」などの派生語が並び、昼のワイドショー番組では、「もののけ、もののけ！」としゃべる都内の女子高生が紹介された。観客層も幅広く、子連れの夫婦や普段アニメを観ないのではないかと推測される年齢の人々までも巻き込み、その影響は社会現象と評された。アニメ映画として初めて日本歴代興行収入第1位を記録し、日本映画史上初の配給収入100億円に到達した。
1984年に復活したゴジラシリーズは1991年公開の『ゴジラvsキングギドラ』以降はファミリー向け娯楽映画に作風が転換し、正月映画として毎年1本のペースで公開されスタジオジブリと邦画の年間興行トップを争う人気シリーズとなったが、1995年の『ゴジラvsデストロイア』で一旦シリーズ終了となった。大映はゴジラシリーズのヒットを受け、監督に金子修介、特技監督に樋口真嗣を抜擢し、ガメラシリーズを復活させた。その第一作『ガメラ 大怪獣空中決戦』は怪獣映画というジャンルでは初めてキネマ旬報ベスト・テンに選ばれる等、高く評価された。

#### その他実写映画
アニメや特撮映画といったファミリー映画やテレビドラマの劇場版以外にヒットが見込めない時代であったが、伊丹十三は『あげまん』（1990年）、『ミンボーの女』（1992年）、『大病人』（1993年）、『静かな生活』（1995年）、『スーパーの女』（1996年）、『マルタイの女』（1997年）と、手堅く当たる作品を世に出し続けた。この中で『大病人』は白組により日本映画で初めてデジタル合成が試みられた作品でもあった。また、『マルサの女』の現場でスタッフとして参加し、その現場で知りえた伊丹独特の手法が自分で映画を撮るときに大いに役に立ったと語っている周防正行が監督した『Shall we ダンス?』(1997)がアメリカをはじめとする諸国でも成功を収めた。
角川春樹は1990年に『復活の日』以来10年ぶりに超大作映画を手がけ、製作費50億円に及ぶ『天と地と』(東映配給)を公開、興行収入は92億円を記録した。しかし1993年に角川春樹は薬物所持により逮捕され失脚し、『REX 恐竜物語』が角川書店在籍中では最後の作品となった。その後社長に就任した弟の角川歴彦も映画事業に参入、『失楽園』(1997)や『リング』(1998)など話題作を送り出したが、製作委員会方式が主流になったこともあり、以前のように角川映画というブランドイメージが定着することはなかった。
松竹の『男はつらいよ』シリーズは90年代に入っても安定した興行が続いていたが、1996年に渥美清が急逝したことにより、1997年の『男はつらいよ 寅次郎ハイビスカスの花 特別篇』を最後にシリーズの幕を閉じた。

#### テレビ局製作映画と製作委員会方式の定着
90年代以降はテレビ局が自局で放映したテレビドラマの映画化も増えていった。フジテレビが深夜枠で放送した『NIGHT HEAD』の劇場版（東宝配給）が1994年に公開されると、同時期に公開された東映が社運を賭けた勝負作『集団左遷』より成績が上回り、映画関係者は大きなショックを受けた。90年代の不況もあり、自社のみでヒットする作品を生み出すことが難しくなった大手映画会社はリスクを分散し製作資金を集められる製作委員会方式を歓迎した。製作委員会方式の定着はビデオ・DVDの販売市場の拡大や衛星放送などの二次利用市場の広がりへの対応という面もあった。ビデオ・DVDの販売額は1991年には945億円だったが、2000年には2150億円、2003年には3434億円と急拡大している（その後縮小に転じ2011年は2007億円にまで減少している）。メディアミックスの動きが活発になり、ゲーム、漫画、アニメなどと連動した映画作品も増加し、日本の映画産業は映画会社のみで完結しない多様な関係者が関わるビジネス形態へと変化していった。
1986年に広告代理店出身の阿部秀司が設立した制作プロダクション株式会社ロボットはフジテレビと提携し『Love Letter』（岩井俊二監督・1995年）より映画製作に参入し、『踊る大捜査線 THE MOVIE』（本広克行監督・1998年）は興行収入100億円を超える大ヒットを記録、2000年代以降の国内市場の邦高洋低への転換の布石となった。
テレビ局による映画製作への参入の動きは商業的成功だけでなく『幻の光』(1995)でデビューした是枝裕和やオウム真理教を扱ったドキュメンタリー映画『A』(1998)でデビューした森達也のようにドキュメンタリー出身の監督からは国内外で注目される映画作家を生み出すことにも繋がった。

#### シネマコンプレックスの登場
映画館のスクリーン数は1960年代から着実に減少しており、最盛期の1960年には7000スクリーンを数えたが、1993年には1734スクリーンと史上最低を記録した。奇しくもこの1993年は日本にシネマコンプレックス第1号となるワーナー・マイカル・シネマズが出店した年でもあった。1990年代後半からシネコンの普及は一気に加速していき、スクリーン数は減少から増加へ転じた。これは映画観客の増加に大きく貢献し、1996年には年間入場者数が1億1957万人と最小を記録したが、5年後の2001年には1億6328万人まで回復した。
国内の大手映画会社では松竹が他社に先駆けシネマコンプレックスの展開に着手し、1996年5月に松竹マルチプレックスシアターズを設立、翌年1997年3月20日にMOVIX六甲をオープンした。

### 2000年代

邦画配給会社別の年間興行収入（2000年（平成12年）以降）

2000年は青山真治監督作『EUREKA』がカンヌ映画祭国際批評家連盟賞に輝いたほか、デスゲーム映画『バトル・ロワイアル』が公開、R15指定映画でありながら興行収入31.1億とヒットし、クエンティン・タランティーノ監督が絶賛する等、海外でも高く評価された。2003年、『踊る大捜査線 THE MOVIE 2 レインボーブリッジを封鎖せよ!』が興行収入173.5億円と記録的大ヒット。同年に『座頭市』が第60回ヴェネツィア国際映画祭で銀獅子賞を、第28回トロント国際映画祭では観客賞を受賞。2004年には『誰も知らない』に出演した柳楽優弥が、第57回カンヌ国際映画祭にて史上最年少および日本人として初めての最優秀主演男優賞を獲得。2007年は第60回カンヌ国際映画祭にて河瀬直美監督『殯の森』がグランプリを受賞。2008年には『おくりびと』が第81回アカデミー賞にて日本映画として初のアカデミー外国語映画賞を受賞した。
2001年7月12日、宮崎駿監督の『千と千尋の神隠し』が公開。未曾有の大ヒットとなり、公開後4ヶ月で『タイタニック』を抜いて、日本歴代興行収入第1位を記録した。最終的には、316億8000万円という空前の興行収入を叩き出した。また、世界三大映画祭であるベルリン国際映画祭において最高賞である金熊賞を受賞し、翌年のアカデミー賞では、日本のアニメーション映画として初めてオスカーを獲得するなど、宮崎アニメは世界的名声を得た。以後、アニメーション映画は日本映画を代表する存在となっている。
2004年11月20日、宮崎駿監督の『ハウルの動く城』が公開。当時、日本映画としては歴代最高のオープニングを飾った。最終的には、興行収入196億円、観客動員数1500万人を記録し、日本歴代興行収入ランキングでは第４位、日本映画歴代興行収入ランキングでは第2位となった。これにより、日本映画（邦画）の歴代興行収入上位3作品全てがスタジオジブリ作品となった。また、本作は、その年の第61回ヴェネツィア国際映画祭において金オゼッラ賞を獲得し、翌年にはニューヨーク映画批評家協会最優秀アニメーション賞を受賞。第78回アカデミー賞にもノミネートされるなど、海外においても高く評価された。
ジャパニーズホラーとも呼ばれるホラー映画も海外で脚光を浴び、『呪怨』などがハリウッドでもリメイクされ、監督の清水崇や中田秀夫はリメイク作品にも参加し、日本人監督のハリウッドデビューも実現した。

#### 女性新人監督の台頭
日本映画において女性監督は1936年の坂根田鶴子を端緒とするが、その後は女優の田中絹代が監督業にも参入したことを除けば、ほとんど注目されることはなかった。しかし1997年に河瀨直美がカンヌ国際映画祭で新人監督賞を受賞したことが皮切りとなり、2000年代にかけて井口奈己、蜷川実花、西川美和、荻上直子、タナダユキ、大九明子等、次々に女性監督が登場するようになった。

#### テレビ局製作映画の隆盛
2002年には日本の自国映画のシェアは27％まで落ち過去最低となったが、その後2006年には21年ぶりに邦画の興行収入が洋画の興行収入を上回った。この傾向は邦高洋低と称され、2007年に一度洋画のシェアが50％を超えたのみで、2008年以降現在まで邦画のシェアが洋画を上回り続けている。邦高洋低の傾向が生まれた要因はテレビ局が出資した映画のCMを自局で大量に流し、情報番組などで宣伝したことであるが、それに比例してテレビ局の口出しが増え、映画の自主性が薄れているとされる。放送法でテレビ局は番組以外の商品は、宣伝が自由にできるので製作してはならないという決まりがあるが、将来自局で流す映画のコマーシャルは放送法に違反しないため問題はないので、上記で挙げた過剰な宣伝はモラルの問題とされる。1995年から2010年までの16年間において劇場公開された日本映画は5271本であり、そのうちテレビ局製作映画が占める割合は約6%の327本に過ぎないが、興行収入では約73%を占めていた。テレビ局製作映画の傾向を比較すると、フジテレビとTBSは実写映画がメインであり、日本テレビ、テレビ東京、テレビ朝日はアニメ映画が中心となっている。
これまでテレビ局はあくまで出資や宣伝がメインであり、五社英雄監督のような一部の例外を除きテレビ局社員が映画監督を務めたケースはそれほど多くはなかったが、2000年以降自社社員を監督に起用する例が急増している。VFX出身の山崎貴、CMディレクターの中島哲也、特撮監督の樋口真嗣といった以前から映像業界で活躍してきた人材もテレビ局と提携した作品で映画監督として頭角を現すようになった。
こうしたテレビ局製作映画はテレビと映画の垣根を崩すことで、邦画を再び娯楽の一つとして認知させることには成功した。しかし観客はテレビの延長線上にあるコンテンツを見に行っているだけであり、日本映画あるいは洋画を含めた映画ファンは育っておらず、テレビドラマの劇場版が日本映画を象徴するものとして10年20年後に人々の記憶に残っているかは疑わしいと指摘する声もある。

#### 大手映画会社
テレビ局による映画製作が活発になる一方で、大手映画会社はリスクの大きい自社の映画製作部門を切り捨て、配給・興行へ注力していった東宝の一人勝ち状態となった。製作委員会方式の主流化で映画制作の主体がテレビ局に移ったことと、シネマコンプレックスでは他社の作品でもヒット作であれば上映することも珍しくなく、どこの映画会社の作品か観客が意識する意味もほとんどなくなっていった。
東宝はシネマコンプレックスが主流となっていく時代に一時出遅れていたが、2003年に外資系のヴァージン・シネマズを買収しTOHOシネマズを設立、新たな興行の基盤を確立した。東宝配給のファミリー向けアニメ映画としてスタジオジブリ作品や『ポケットモンスター』、『名探偵コナン』の劇場版が定着し、実写映画ではテレビ局と組んだ『THE 有頂天ホテル』（フジテレビ）、『世界の中心で愛をさけぶ』(TBS)、『ALWAYS 三丁目の夕日』(日本テレビ)といった作品がヒットしたものの、自社製作にこだわってきたゴジラシリーズは1999年に再始動したものの観客動員数の下落が続いたこともあり、2004年のゴジラ誕生50周年を区切りとして再度シリーズ終了となった。
東映も2000年に子会社となる株式会社ティ・ジョイを設立し、シネマコンプレックス事業へ参入した。東映は大手の中では自社製作にも積極的であり、吉永小百合主演『北の零年』(2005)、角川春樹の映画製作復帰作『男たちの大和/YAMATO』(2005)、ベテラン撮影監督木村大作の監督デビュー作『劒岳 点の記』(2009)といった大作映画も多く製作したものの、安定した収益をもたらす稼ぎ頭は『相棒』や『大奥』のようなテレビドラマや『ONE PIECE』や平成仮面ライダーシリーズのような特撮・アニメ作品の劇場版であった。
松竹は看板シリーズ『男はつらいよ』の終了後、経営悪化を受け2000年に本社ビルと大船撮影所を売却したが、山田洋次監督は引き続き松竹の看板監督として活動を続けた。2002年『たそがれ清兵衛』は日本国内の映画賞を総なめにし、第76回アカデミー賞において外国語映画賞にノミネートされた。2006年の木村拓哉主演『武士の一分』は興行収入41.1億円と大ヒットを記録した。
大映は2000年に徳間康快が死去したことで2002年に徳間書店の手から離れ、角川書店に吸収され角川大映となった。その後も角川大映は2004年に角川映画株式会社と社名変更、2006年には日本ヘラルド映画と合併し角川ヘラルド映画となり、2007年は再び角川映画株式会社に戻るなど度重なるM&Aにより商号の変更が相次いだ。2006年には角川ヘラルド映画製作・松竹配給でガメラシリーズの新作『小さき勇者たち〜ガメラ〜』を公開したものの、配給収入は4億1000万円と90年代の平成3部作より商業的には劣る結果となり怪獣映画不振の時代を印象づけることになった。
1993年に日本初のシネマコンプレックスを出店したアメリカの大手映画配給会社ワーナーブラザースは、2006年に配給を担当した日本テレビ制作の『デスノート』の大ヒットをきっかけに日本映画の配給に本格的に参入していった。

#### 独立系映画会社
1989年に李鳳宇が設立した株式会社シネカノンは独立系映画会社でありながら自社製作・配給にこだわった映画作りを続けており、2004年〜2006年の間はシネカノン作品が毎年キネマ旬報ベスト・テン日本映画1位となる等注目を集めた。是枝裕和はシネカノン作品で着実にキャリアを積んでいき、西川美和や李相日のような新人監督も知名度を上げた。特に2006年に公開された李相日監督『フラガール』は、独立系作品としては異例の172スクリーンからスタートし、ロングランを続け興行収入15.2億円を記録、日本アカデミー賞では最優秀作品賞、最優秀監督賞を含む計4部門を受賞。原作もなく、大手映画会社の配給作でもなく、テレビ局の出資もない映画の数少ない成功例となった。しかしシネコンの隆盛とリーマンショックによる不況の影響から逃れることはできず、2010年にシネカノンは経営破綻する。
その他の独立プロダクションの作品では若松プロダクションの連合赤軍を描いた190分に及ぶ『実録・連合赤軍 あさま山荘への道程』(2008)も話題を呼んだ。

#### 行政による映画支援の動き
2001年11月16日、文化芸術振興基本法が衆議院に提出され、同月30日衆参で可決した。法律の公布・施行は同年12月7日。この法律のメディア芸術の振興の項目（第9条）で、映画を含んだメディア芸術の製作・上映支援などのために必要な施策を講じることが明記され、これと連動する形で第35条で地方公共団体によるバックアップも明記された。このことを受け、文化庁は地域振興と結びつく映画製作について助成することを打ち出し、各地方公共団体はフィルム・コミッションなどの設立・運営、および当該組織を通じての映画製作の誘致などを始めた。さらに、『眠る男』（群馬県）や『船を降りたら彼女の島』（愛媛県）などのように、地方公共団体が（「補助金」や「寄付」などではなく）映画に対して直接出資する例も見られるようになった。
2000年（平成12年）2月 に「フィルム・コミッション設立研究会」が設立。2001年（平成13年）8月8日 に「全国FC連絡協議会」設立総会が開催。パシフィコ横浜で全国FC（フィルム・コミッション）連絡協議会の設立総会が開催された。46の正会員団体のうち、フィルム・コミッションの団体数は11。同年12月7日 に 「文化芸術振興基本法」施行。この法律の対象には、メディア芸術(第九条)として、映画も含まれる。2003年（平成15年）4月1日に 「全国FC連絡協議会」、加盟47団体へ。全国フィルム・コミッション連絡協議会への加盟FC（フィルム・コミッション）の数が47団体に達した。4月24日に公開映画の納付義務付けを提言。文化庁の懇談会は、公開された日本映画を東京国立近代美術館フィルムセンターへ納入することを義務付ける事など日本映画を振興させる12の施策提言を最終報告書にまとめた。
文化芸術振興基本法公布後は2004年に立教大学現代心理学部映像身体学科、2005年に東京藝術大学大学院映像研究科、2007年に立命館大学映像学部など、映画製作を学ぶ大学内の教育機関の整備も相次いだ。

#### 自衛隊協力映画
自衛隊はその発足以後、『人間の條件』シリーズ（1959～1961年）や『今日もわれ大空にあり』（1964年）等の映画撮影に協力していたが、1968年『ジェットF104脱出せよ』の製作の際に国会で社会党から非難を受けたことで協力休止を余儀なくされ、その後20年以上の間、映画撮影に協力することはなかった。1989年に冷戦が終結するとゴジラシリーズやガメラシリーズのような怪獣映画を中心に再び映画撮影への協力が始まった。2004年にゴジラシリーズは終了し、日本映画から怪獣映画はほとんど姿を消すことになるが、2005年から2008年にかけて『戦国自衛隊1549』、『亡国のイージス』、『日本沈没』、『ミッドナイト・イーグル』、『空へ-救いの翼 RESCUE WINGS-』といった自衛隊の協力を全面に打ち出し、有名俳優を多数キャスティングした映画が次々と公開され、日本のメジャー映画の一角を占めるようになった。
自衛隊の映画撮影への協力は映画製作側にも巨額なセットやCGを用いずともリアルな映像が撮れるという大きなメリットがあり、防衛省が映画会社に直接オファーして製作させた映画ではないため、これらの作品を単純にプロパガンダ映画とみなすことはできないが、撮影への協力は訓練の一環として行われるためその協力金額の総額等は不明である。『亡国のイージス』は当時の防衛庁が当初は協力を拒んだものの、映画協力に積極的な当時の石破長官の働きかけでシナリオが若干変更され協力の実現に至る等、撮影への協力はその時の防衛庁長官(現在は防衛大臣)の判断で決まる部分も大きい。

### 2010年代

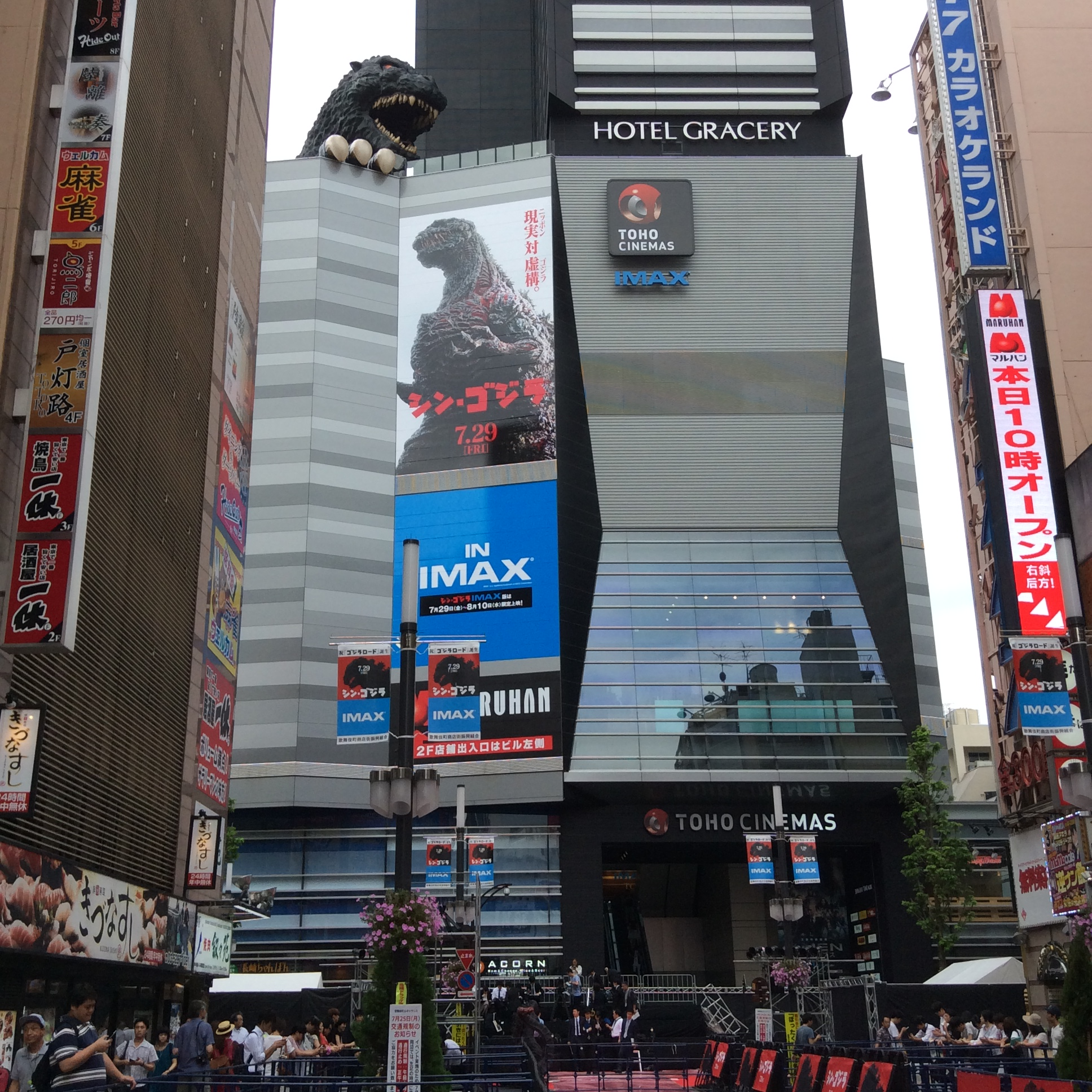
新宿東宝ビル

2010年代の邦画シェアは2000年代と変わらず、東宝の独走状態が続いた。
2010年は興行収入が2207億円と歴代最高記録を更新したが、これはシネコンの普及と洋画の3D映画ブームが要因であった。2011年は東日本大震災の影響もあり、興行収入は再び2000億未満に下落し、2000年代の平均水準である2000億円代に戻るには2014年までかかることとなった。2016年の興行収入は2355億円と、2010年以来6年ぶりに最高記録を更新、2019年には国内の興行収入は過去最高の2611億8000万円を記録し、年間入場者数においても1971年以来48年ぶりに1億9000万人台を回復した。

#### 実写映画
洋画人気が低下し日本映画市場の邦高洋低が続く中、ワーナーブラザースの日本法人ワーナーブラザース・ジャパンは打開策として、2010年の『最後の忠臣蔵』を皮切りに日本映画の配給のみならず製作にも参入し、漫画原作映画『るろうに剣心』シリーズや『銀魂』シリーズが大ヒットしたほか、配給作品ではオフィス北野製作の北野武監督『アウトレイジ』シリーズがヒット作となった。その一方で2013年にワーナー・マイカル・シネマズはイオンの完全子会社となり、イオンシネマへと屋号が変更となった。これにより日本市場から外資系映画興行会社は完全に姿を消すことになった。
2012年は『BRAVE HEARTS 海猿』、『ONE PIECE FILM Z』、『テルマエ・ロマエ』、『踊る大捜査線 THE FINAL 新たなる希望』と、フジテレビが製作に参加している作品が日本の年間興行収入上位を4位まで独占した。しかし最も映画製作に積極的なテレビ局であったフジテレビが2010年代に入ると視聴率低迷に陥ったことで、2012年をピークとして邦画市場におけるテレビ局製作映画の一強状態は崩れていくことになる。2013年公開の『永遠の0』は民放テレビ局が製作に関与していない映画でありながら、興行収入87.6億円と大ヒットを記録。2015年以降はテレビ局出資の映画は年間興行収入のベスト10の中に2～3本しか入らなくなり、2016年に大ヒットした『君の名は。』と『シン・ゴジラ』はどちらもテレビ局が製作に関与していなかった。テレビ局が製作に参加している場合でも、テレビドラマの劇場版よりも『キングダム』のようなテレビドラマを経ずに直接映画作品として製作された作品のヒットが大きくなり、歴代最高の興行収入を記録した2019年の邦画興行収入トップ10にテレビドラマの劇場版は一本も入らなかった。
2017年はインディーズ映画『カメラを止めるな!』が製作費300万円でありながら興行収入30億を超える異例のヒットを見せた。2018年の『万引き家族』は監督の是枝裕和が第71回カンヌ国際映画祭で日本人として『うなぎ』以来21年ぶりに最高賞であるパルム・ドールを獲得、興行収入45.5億円と商業的にも成功を収めた。

#### アニメ・怪獣映画
2012年、東宝は映像事業部内に「アニメ事業室」を新設、「TOHO animation」レーベルを立ち上げて、自社企画でのアニメ事業の強化に乗り出した。
2012年には細田守が『おおかみこどもの雨と雪』、2016年に新海誠が『君の名は。』でそれぞれ大ヒットを飛ばし、作家性と興行性を兼ね備えたアニメ監督として広く知られるようになった。『君の名は。』は日本国内だけでなくアジアを中心に大ヒットし、新海誠は国際的にも認知される監督となった。また、『映画けいおん!』『劇場版 魔法少女まどか☆マギカ』『ラブライブ!The School Idol Movie』など深夜アニメの劇場版や、東宝の『ドラえもん』、『名探偵コナン』、東映の『ONE PIECE』、『ドラゴンボール』といった長期アニメシリーズの劇場版の興行成績が伸び始めた。
反面、スタジオジブリ作品の存在感は低下していった。2012年はスタジオジブリ作品が公開されなかったにも関わらず、アニメ映画の興行収入の合計が400億円を突破した（それまでスタジオジブリ作品の公開がない年は200億円台だった）。スタジオジブリでは高畑勲が2018年に死去、宮崎駿は2013年の『風立ちぬ』発表後引退を宣言し2017年にはそれを撤回したものの、スタジオジブリの制作部門は解体され2014年の『思い出のマーニー』を最後に2023年の『君たちはどう生きるか』まで10年近くの新作公開の空白期間が生まれることとなった。
2016年は12年ぶりに日本製作のゴジラシリーズとしてエヴァンゲリオンシリーズの庵野秀明を総監督とした『シン・ゴジラ』も公開され、国内で興行・批評の両面で成功を収めた。以前からゴジラシリーズは東宝での単独製作となっていたが、本作もその前例を踏襲し、昨今の日本映画では珍しく製作委員会方式を取らない形での製作となった。2016年は『君の名は。』と『シン・ゴジラ』という二大ヒット作により大きく数字を引き上げられ、国内の年間興行収入は2010年以来6年ぶりに最高記録を更新した。2016年にはさらに、クラウドファンディングで初期制作費を集めた『この世界の片隅で』が小規模上映から出発して25億円を越えるヒットとなり、1988年度（第62回）の『となりのトトロ』以来、アニメ映画としては28年ぶりにキネマ旬報の日本映画ベスト1位に選ばれた。

#### 応援上映
日本では、基本的に観客は静寂を保つように視聴するのが礼儀となっており、北米のように拍手・声援などで応答することは珍しかったが、2010年代に入ると、アニメ映画ファンを中心に「応援上映」（チアリング上映・発声型上映）などと呼ばれる上映会が注目され始め、それらでは声援など観客たちが映画の進行に合わせて盛り上げることが可能になった。

#### デジタルシネマへの転換
映画は誕生から100年以上もの間フィルムによって撮影され、それを映写機でスクリーンに投影するという方式が主流であったが、21世紀に入るとハリウッド映画を中心に撮影から編集・配給・上映までをデジタルデータを使用して行うデジタルシネマへの転換が進んでいった。フィルムを全く使わないデジタル上映に対応した映画館が日本に登場したのは2000年であるが、機材の初期投資費用が高額だったこともあり、日本での映画のデジタル上映への転換は2000年代は遅々として進まない状態が続いていた。転機となったのは既に米国で導入されていたVPF（Virtual Print Fee）という金融システムが2010年に日本にも導入されたことである。これは映画をフィルムで配給する場合には1本の作品を複製するのに20万～30万円のコストが発生するが、デジタル上映用の素材では複製にかかる費用は0になるため、映画館がデジタル上映の機材を導入すれば、配給会社が浮いたヴァーチャルなプリント代を支払ってくれるというものである。シネコンの普及が進み、2010年には洋画の3D映画ブームが起きたこともあり、2010～2013年の間に日本の映画館のフィルム上映からデジタル上映への転換は一気に進んだ。しかしその一方で地方の小さな映画館やミニシアターにおいては、映画館のデジタル化の負担を肩代わりしVPFシステムを管理する「サービサー」と呼ばれる会社も、VPFの回収が困難と判断しデジタルシネマ化を行わない傾向があり、大規模な設備投資に耐えられない小さな映画館は1年に15～20館が閉館することにもなった。
デジタルシネマ化の浸透により映画館は映画の上映以外の多くの目的にも活用できるようになり、ODS(非映画デジタルコンテンツ)のような新しいコンテンツの上映という興行形態の拡大をもたらした。ゲキ×シネやシネマ歌舞伎のような舞台公演の記録映像や一部アニメ作品がこれに該当し、2018年度には映画の全体興行収入の中で7.5%と、映画全体の1割に迫るほどシェアを拡大した。日本映画製作者連盟はODSを年間興行ランキングから除外していたが、コロナ禍以降はその枠も取り外すことになった。

#### 行政による映画支援の動き
2011年には産業革新機構が「日本を元気にするコンテンツ総合戦略」として経済産業省が企画し、日本のIP(知的財産)を用いてハリウッド映画を作ることで、日本のコンテンツの海外展開を図り、その利益を日本国内に広く還流することで日本のエンタテイメント産業を再生するという目的で株式会社ALL NIPPON ENTERTAINMENT WORKS(ANEW)を設立。ANEW設立以降に7本の映画が企画されたが、実際に撮影に至った映画は0本のまま、ただ同然で身売りされることになった。2015年に経産省は5年ぶりにカンヌ映画祭の「ジャパンパビリオン」事業を支援した。国内メディアは「カンヌで『くまモン』が大人気」などと報じたが
、ほとんどの海外メディアは相手にしなかった。こうした官主導の動きは巨額の赤字を垂れ流しただけで大失敗に終わった。

### 2020年代
新型コロナウイルス感染症の流行は世界中の映画産業に深刻かつ甚大な損害を与えた。日本もその例外ではなく、感染症対策のため映画館は3カ月に及ぶ営業休止を余儀なくされ興行収入は激減し、2020年の年間興行収入は1433億円と、過去最高の2612億円を記録した2019年からほぼ半減となった。

#### アニメ映画のメガヒット
それでも日本の映画産業は諸外国よりいち早く先に立ち直ることに成功した。その立役者となったのはアニメ映画の記録的大ヒットである。2020年『劇場版「鬼滅の刃」無限列車編』が興行収入404.3億円を記録し、2001年『千と千尋の神隠し』以来19年ぶりに日本歴代興行収入第1位記録を更新した。また、本作は2020年の年間興行収入世界第1位となり、非ハリウッド映画として初めて年間1位となった。2021年以降も『シン・エヴァンゲリオン劇場版』、『劇場版 呪術廻戦 ０』、『ONE PIECE FILM RED』、『すずめの戸締まり』、『THE FIRST SLAM DUNK』、『名探偵コナン 黒鉄の魚影』などアニメ映画が国内で興行収入100億円を突破するヒットを見せている。また、こうしたアニメ映画の大ヒットは日本国内にとどまらず、北米市場では『劇場版「鬼滅の刃」無限列車編』が公開2週目の週末興行で1位に輝いた。日本映画としては『劇場版ポケットモンスター ミュウツーの逆襲』以来22年ぶりの出来事だった。中国や韓国では『THE FIRST SLAM DUNK』や『すずめの戸締まり』が異例の大ヒットを遂げている。2021年、日本の映像による海外収入の8割がアニメだった（テレビアニメ等含む）。こうしたアニメブームを受け、東宝は「TOHO VISION 2032 東宝グループ 経営戦略」として、「長期ビジョン2032」及び「中期経営計画2025（FY2023-2025）」を策定する中で、アニメ事業を映画・演劇・不動産に次ぐ第四の柱と位置づけた。2024年には邦画のみの興行収入が2016年の1486億円を超える1558億円と過去最高を記録し、そのうちアニメ作品の比率が58%と2000年以降最大となった。

#### 映画産業の二極化
アニメ映画のヒットが大きく貢献し、2023年には年間興行収入は歴代最高の2019年の9割弱にまで回復したが、これはチケット料金の値上げなどによって単価が上がっている影響もあり、観客動員数は完全にコロナ禍前に戻っているわけではない。100億円超えヒットが年に何本も生まれることで映画界は活況を呈しているかのように見えるが、傾向としてはオリジナル作品では勝負しにくい環境になっており、マンガなどの原作があるか、過去にヒットした強いIP（知的財産）作品が観客に選ばれやすい傾向が顕著になってきている。一部の作品が大きく興行収入を伸ばす一方で、中・小規模の作品が伸び悩み、独立系映画会社の単館系作品などとの格差が年々拡大している。
テレビドラマの劇場版は2000年代にはヒットが約束されたコンテンツだったが、2020年代に入ると大ヒット作とそうでない作品へと二極化が進んでいる。その一方でYouTubeや投稿サイト発の作品の大ヒットが生まれ、映画興行におけるネットやSNSでの知名度と人気の重要度が増している。
アニメと実写で海外輸出に極端な差がついている点も日本の映像産業の特徴である。アニメが大手広告クライアントやキー局、芸能プロダクションから敬遠されるコンテンツであったことで、逆に独自のビジネス能力が高まったからという説もある。
コロナ禍以前より苦境が続いていたミニシアターは閉館が相次ぎ、ミニシアターを救おうと、是枝裕和監督や俳優の井浦新など映画関係者が中心となって「SAVE the CINEMA」プロジェクトを立ち上げた。また、深田晃司・濱口竜介監督が発起人となり、クラウドファンディング「ミニシアター・エイド基金」を開始。集まった3億3千万円超の支援金を、118劇場103団体へ分配した。他にも、全国興行生活衛生同業組合連合会によるクラウドファンディングやアンバサダーを活用したミニシアター支援プロジェクト「#ミニシアターへ行こう」が展開された。『ベイビーわるきゅーれ』や『侍タイムスリッパー』などはその成功例で、特に後者はミニシアター「池袋シネマ・ロサ」1館だけで封切られたが、口コミで話題を呼び、最終的には全国300館以上の拡大公開を実現。翌年には興行収入10億円を突破し、日本アカデミー賞を受賞するという、インディペンデント映画の枠組みを超える大ヒットを記録した。

#### 国際映画祭での受賞
2020年代に入ってからは日本映画の国際映画祭での受賞も多く見られるようになった。これは2014年度（第87回）と2015年度（第88回）のアカデミー賞にノミネートされた演技部門の対象者が全員白人だったことに対して批判を受けたことから、会員システムが変更となり、受賞作の傾向が変化したことや若者を中心に白人以外の俳優出演や字幕作品に対する抵抗感が少なくなったことが背景にある。
2020年には黒沢清監督『スパイの妻』が第77回ヴェネツィア国際映画祭で『座頭市』以来17年振りとなる銀獅子賞を受賞。2021年には濱口竜介監督『ドライブ・マイ・カー』が第74回カンヌ国際映画祭にて日本映画最多となる3部門を受賞したほか、第94回アカデミー賞では作品賞を含む4部門にノミネートされ、国際長編映画賞を受賞した。第79回ゴールデングローブ賞では『鍵』以来62年ぶりに外国語映画賞を受賞するなど、世界各国で数多くの映画賞を受賞した。また、同じく濱口竜介監督の『偶然と想像』は第71回ベルリン国際映画祭に出品され、銀熊賞 (審査員グランプリ)を受賞した。2023年は第76回カンヌ国際映画祭において、是枝裕和監督・坂元裕二脚本の『怪物』が脚本賞とクィア・パルム賞を受賞し、ヴィム・ヴェンダース監督『PERFECT DAYS』の主演役所広司が日本人俳優としては『誰も知らない』の柳楽優弥以来19年ぶり2人目となる男優賞を受賞した。第80回ヴェネツィア国際映画祭においては濱口竜介監督『悪は存在しない』が銀獅子賞(審査員大賞)を受賞し、日本人では黒澤明以来のカンヌ・ヴェネツィア・ベルリンの三大映画祭のコンペ部門と米アカデミー賞において受賞した監督となった。また、第96回アカデミー賞において、山崎貴が監督・脚本・VFXを担当した『ゴジラ-1.0』がアジア映画では初の視覚効果賞を受賞した。
2023年、宮崎駿10年ぶりの作品となる『君たちはどう生きるか』が公開。日本のオリジナル作品として初めて北米週末興行収入ランキングで第1位を獲得。翌年アメリカで授賞式が行われた第96回アカデミー賞でもオスカーを獲得した。日本のアニメーション映画としては、『千と千尋の神隠し』の受賞以来、21年振り史上2作品目となるアカデミー賞受賞となった。また、これにより宮崎は3度目のアカデミー賞受賞となり、黒澤明と並ぶ日本人最多受賞記録を打ち立てた。

## 映画興行
| 年度 | 興行収入 (億円) | 興行収入 (億円) | シェア | 入場者数 (億人) |
| 年度 | 合計            | 邦画            | 邦画   | 入場者数 (億人) |
| ---- | --------------- | --------------- | ------ | --------------- |
| 2000 | 1709            | 543             | 31.8%  | 1.35            |
| 2001 | 2002            | 781             | 39.0%  | 1.63            |
| 2002 | 1968            | 533             | 27.1%  | 1.61            |
| 2003 | 2033            | 671             | 33.0%  | 1.62            |
| 2004 | 2109            | 791             | 37.5%  | 1.70            |
| 2005 | 1982            | 818             | 41.3%  | 1.60            |
| 2006 | 2029            | 1079            | 53.2%  | 1.65            |
| 2007 | 1984            | 946             | 47.7%  | 1.63            |
| 2008 | 1948            | 1159            | 59.5%  | 1.61            |
| 2009 | 2060            | 1173            | 56.9%  | 1.69            |
| 2010 | 2207            | 1182            | 53.6%  | 1.74            |
| 2011 | 1812            | 995             | 54.9%  | 1.45            |
| 2012 | 1952            | 1282            | 65.7%  | 1.55            |
| 2013 | 1942            | 1177            | 60.6%  | 1.56            |
| 2014 | 2070            | 1207            | 58.3%  | 1.61            |
| 2015 | 2171            | 1204            | 55.4%  | 1.67            |
| 2016 | 2355            | 1486            | 63.1%  | 1.80            |
| 2017 | 2286            | 1255            | 54.9%  | 1.74            |
| 2018 | 2225            | 1220            | 54.8%  | 1.69            |
| 2019 | 2612            | 1422            | 54.4%  | 1.95            |
| 2020 | 1433            | 1093            | 76.3%  | 1.06            |
| 2021 | 1619            | 1283            | 79.3%  | 1.15            |
| 2022 | 2131            | 1466            | 68.8%  | 1.52            |
| 2023 | 2215            | 1482            | 66.9%  | 1.55            |
| 2024 | 2070            | 1558            | 75.3%  | 1.44            |

## 海外への輸出
映連（日本映画製作者連盟）が発表している輸出額は映画館からの興行収入だけでなく、日本映画関連の権利（映画・テレビ映画の海外配給権、海外上映権、リメイク権、海外放送権、海外二次利用権、映画・テレビキャラクター商品化権）を利用して得た収入を集計したものである。
| 年度 | 輸出額(千ドル) | 前年比 |
| ---- | -------------- | ------ |
| 2012 | 52,997         | 92％   |
| 2013 | 65,178         | 123％  |
| 2014 | 77,646         | 119％  |
| 2015 | 116,597        | 150％  |
| 2016 | 162,823        | 140％  |
| 2017 | 221,066        | 136％  |
| 2018 | 284,459        | 129％  |
| 2019 | 327,787        | 115％  |
| 2020 | 376,449        | 115％  |
| 2021 | 377,457        | 100％  |
| 2022 | 428,149        | 113％  |
| 2023 | 483,328        | 113％  |
| 2024 | 540,306        | 112％  |

### アメリカ合衆国
戦前から戦後しばらくまで日本映画にとってアメリカ市場はハワイやカリフォルニアの日本語を理解する日系人の一世および二世の観客を対象とするものに過ぎなかった。この転機となったのがヴェネツィア国際映画祭において1951年に『羅生門』が金獅子賞を受賞し、日本映画が欧米圏で注目を集めたことである。1954年のカンヌ映画祭でグランプリを受賞した『地獄門』はアカデミー名誉賞と衣裳デザイン賞を受賞し、ニューヨークのギルド劇場では47週間の長期興行となり成功を収めた。しかし『羅生門』にしろ『地獄門』にしろ一部のアートシアターで上映されたに過ぎず、全米規模の人気を得たとは言えなかった。一般的なアメリカ人が戦後最初に出会ったと言える日本映画は1954年の『ゴジラ』のアメリカ向け再編集版『怪獣王ゴジラ』である。本作は1956年4月27日、ニューヨークのブロードウェイにあるステート劇場で公開された。同劇場は『羅生門』が公開されたアートシアターとは違い、およそ3450人もの人数を収容する大劇場であった。『怪獣王ゴジラ』は一週間に2万2000ドルの興行成績をあげ、続いて5月3日からボストンを中心とするマサチューセッツ州の136館で上映され、最終的には250万ドルの興行成績を記録した。『羅生門』の興行成績がアメリカで5万ドル、イギリス、イタリアなどの国を合わせて30万ドルであったことを考えると、その差は明らかである。アメリカの一般観客は怪獣映画などの一部の作品を除いて、日本映画に継続的な関心を抱くことはなかった。その後、1964年の『三大怪獣 地球最大の決戦』まで、東宝が製作した怪獣映画は『宇宙大怪獣ドゴラ』がテレビ放映のみであったのを除けばすべて米国で劇場公開された。1965年『怪獣大戦争』、『フランケンシュタイン対地底怪獣』、1966年『フランケンシュタインの怪獣 サンダ対ガイラ』では最初から輸出を考慮し、メインキャストに白人俳優を登場させた。1967年『キングコングの逆襲』ではランキン・バス・プロダクション、1969年『緯度0大作戦』ではドン・シャープ・エンタープライズ・プロダクションと提携し、日米合作映画も製作した。東宝はこうして着実に輸出実績を伸ばしていたことで、通産省が認定する1967年度の「輸出貢献企業」200社に映画界では唯一認定を受けるなど、日本映画の海外輸出という点でほかの企業をリードしていた。しかし1970年代以降の国内映画産業の衰退と共に、海外事業も縮小を余儀なくされた。
日本映画の北米での興行は長らく話題に上ることがなかったが、1997年に『Shall we ダンス?』が950万ドルと小規模ながらヒットし、1999年の『劇場版ポケットモンスター ミュウツーの逆襲』は当時の爆発的なポケモンブームもあり、『Pokemon: The First Movie』のタイトルでワーナー・ブラザースの配給により異例の全米3000スクリーン規模で公開され、初日だけで興収1010万ドル（約10億6050万円）、最終的に興行収入8500万ドルを超える大ヒットになった。これは現在でも米国公開された日本映画で歴代1位の記録となっている。しかしそれから2000年『Pokemon: The Movie 2000』、2001年『Pokemon 3: The Movie』、2002年『Pokemon 4Ever』と続くうちに、年々興行収入は落ちていき、2003年の『Pokemon Heroes』が200スクリーンで上映されたのを最後に劇場公開は打ち切られることとなった。北米への日本アニメの輸出はテレビ放映とビデオセールが中心であり、『ドラゴンボール』や『セーラームーン』のようなテレビアニメは人気を博していたが、映画興行に関しては伸び悩む状態が続いた。これはディズニーやドリームワークスのアニメーション映画が3000スクリーンから4000スクリーンに対し、日本のアニメ映画の上映は数館から数十館で、観客はトータルで数万人というケースがほとんどであり、2003年のアカデミー長編アニメ映画賞に輝いた『千と千尋の神隠し』ですら当初の上映劇場数は百数十スクリーン、アカデミー賞受賞後も700スクリーン余りに過ぎないことも要因であった。この転機となったのが、ハリウッドメジャーの一角であるソニー・ピクチャーズが日本アニメ専門の米国配給会社ファニメーションとクランチロールの2社を傘下にしたことで大規模なスクリーン確保が実現できるようになったことである。そこに新型コロナウイルス感染症の流行によりハリウッド映画の公開中止・延期が続き、上映する作品が不足したことも重なり、2020年以降はアニメ映画が北米興行ランキングの上位にしばしば登場するようになった。また、2023年には東宝の自社配給により2000スクリーン以上の規模で公開された『ゴジラ-1.0』が日本の実写映画としては異例の大ヒットとなり、『劇場版ポケットモンスター ミュウツーの逆襲』に次ぐ北米での日本映画の興行歴代2位の記録を達成した。

### 中華人民共和国
中国での日本映画の上映は20世紀初頭に日本人の多く住む中国東北地方(旧満州)や上海で幕を開けたが、その観客のほとんどは日本人であり、一般の中国人には広まらなかった。日中戦争下では吉村公三郎の『暖流』(1939)のような恋愛映画や、小津安二郎が手掛けた『父ありき』(1942)などの家族ものは中国人向け映画館でも上映された。しかしこれらの日本映画の観客動員数は多くても数万人どまりで、満州、上海、北京などの限られた日本の占領地域で、日本となんらかの関わりのある中国人に限定されていた。当時中国人スターと信じられていた李香蘭(山口淑子)は中国民衆の間でも大人気となったが、そのきっかけとなったのは中国人スタッフによって製作された映画『萬世流芳』であり、彼女が出演した日本のプロパガンダ映画『白蘭の歌』や『支那の夜』は中国人には受け入れられなかった。1945年の終戦後から1949年の中華人民共和国の成立後しばらくまで日本映画はまったく上映されることがなかった。戦後初めて中国へ輸出される作品となったのは、北星映画配給の『どっこい生きてる』（今井正監督、1951 年）『箱根風雲録』（山本薩夫監督、1952 年）『女ひとり大地を行く』（亀井文夫監督、1953 年）の3本である。これが好評を博したので、日本映画への関心を高めるため、中国対外文化協会、電影工作社連議会の共催で1956年6月24日から30日まで戦後初めて北京において日本映画週間が開かれた。上映作品は『二十四の瞳』（木下恵介監督、1954年）『太陽のない街』（山本薩夫監督、1954年）『最後の女たち』（楠田清監督、1954年）『愛すればこそ』（今井正・山本薩夫・吉村公三郎共同監督、1955年）『ここに泉あり』（今井正監督、1955 年）の5本で、いずれも反戦や資本主義批判をテーマとし、『二十四の瞳』を除けばすべて独立プロダクションによる作品であった。監督の木下恵介、今井正、山本薩夫、新藤兼人の演出や、俳優の乙羽信子、山田五十鈴、高峰秀子、岸旗江の演技は、一般観客のみならず、中国の映画人からも極めて高い評価を得た。しかし1966年に文化大革命が始まると、1976年まで資本主義国である日本の映画を受容できる唯一のルートは、「内部上映」と称される政府機関内の映画試写会のみに絞られることとなった。
1977年に文化大革命が終わると中国は経済発展を目指す改革開放路線へと向かい始めた。そこで国民の労働を集約するだけでなく生産性を高める娯楽も大いに必要とされ、娯楽の最大のものとして映画が求められた。しかし文革時代に中国の映画製作や配給機構はそれを担っていた人々が追放され荒廃するままに任されているという状態であった。中国側から日本映画製作者連盟（以下、映連）に、再三映画交流による日中友好、相互理解の促進というアプローチもあって、岡田茂映連会長が、日本映画の海外輸出に意欲的だったことから、中国好きの盟友・徳間康快 らと共に1979年6月に訪中し、日中友好協会、中国电影家协会、中国電影公司の共催により、中国で初の日本映画祭の開催が決定し、1979年9月4日から10日に北京首都劇場他39館、上海大光明劇場他28館、広州、杭州など中国各都市で日本映画が上映され、各地で大きな人気を博した。民族文化宮で開催された開幕レセプションには、鄧穎超全国人民代表大会常務委員会副委員を始め、映画関係の要人、趙丹、白楊 (女優)ら、著名俳優ら多数が参加し、日本側からは、岡田茂団長、徳間副団長、松岡功東宝社長、根本悌二にっかつ社長、栗原小巻、中野良子、吉永小百合、渡辺篤史が参加し国家的行事の交歓会となった。映画祭で正式に上映された日本映画は5本で、中国で初めて上映されたアニメーション映画といわれる『龍の子太郎』（東映動画製作・東映配給）、『金環蝕』（大映製作・東宝配給）、『愛と死』（松竹）、『先生のつうしんぼ（日活）、『お吟さま』（東宝）が中国語吹替版で上映された。これら作品の選定は、中国映画界を統括する中国電影公司の代表団が1979年2月に来日し、50本近い日本映画の試写選定を行った上で、中国代表団と岡田映連会長で話し合い5本を決めた。当時の中国の映画入場料は約28～45円といわれ、財政事情もあり一本1万5000ドル（約300万円）と世界でも一番安い友好価格であったが、支払いは中国銀行が保証した。中国で大人気だった山口百恵主演の『絶唱』（東宝）、『砂の器』（松竹）、『柳生一族の陰謀』（東映）などが売れた。当時の中国の映画情勢は、撮影所全国7ヵ所（うち劇映画の撮影所は北京と上海）にあり、従業員は1170名で製作本数は年間10本。1978年は長編20、短編300本を製作していた。劇場数は常設4000館、その他3000館。興行は一本立て入替制、上映回数は朝6時より1日8～10回の興行で入場料金は日本円で約28～45円。映画が唯一最大の娯楽ではあったが、四人組後遺症の影響で、映画は作りたくても思うようには作れない状況にあった。当時の中国映画は、教育機関の一つで、思想の伝達手段というウェートが非常に高く、娯楽性もなく日本では商売にならないと見られていた。映連が関わらなかった日本で行われた2回の中国映画祭は全く商売にならなかった。また当時の中国のテレビ普及率は低く、まだほとんどが有線放送で商売になる状況になく、日本の映画関係者の中にも中国の映像マーケットの将来性に懐疑的な考えを持つ者もいたが、ハリウッドを中心とするアメリカの映画関係者が10年先は中国が大きなマーケットになると注目しており、映画が中国の娯楽の中心になるという見方もあった。日本映画祭は1979年から、ほぼ毎年中国で行われ、日本映画の中国への輸出は、日本映画祭を媒介として、その後中国の各地へ配給され一般公開された。それによって持続的な日本映画ブームが形成された。この映画祭で上映された5本以外に、前年1978年に文化大革命終結後に日本映画として初めて劇場上映された『君よ憤怒の河を渉れ』（永田プロ・大映製作、松竹配給）、『サンダカン八番娼館 望郷』（東宝・俳優座映画放送製作、東宝配給）、『キタキツネ物語』（サンリオ製作、東宝東和配給）の3本は、この映画祭以前に中国が買い付け上映されていた。この中で『君よ憤怒の河を渉れ』は1979年に『追捕』というタイトルで公開され、文化大革命後に初めて公開された外国映画となり、主人公の境遇が文革後の中国人の共感を呼び、8億人を動員する記録的大ヒットとなった。中国で人気が出た中野良子らの訪中は、更に一般観客の関心を呼び、日本映画の評価を高め、高倉健や中野良子らは中国でも人気俳優となった。徳間・大映は他にも佐藤純彌監督で1982年の日中国交正常化10周年記念として『未完の対局』、1988年に日中共同製作映画『敦煌』等を制作、採算を度外視してまで日本映画の紹介につとめていたところもあり、これらの企画はビジネスとしてはむしろ失敗であり、日本映画の中で他に徳間・大映に続こうとする動きも生まれなかった。
1978年以降、中国でほぼ毎年開催されていた日本映画祭は1992年に打ち切られることになった。中国において大衆娯楽メディアの主流が映画からテレビへとシフトしたことやハリウッドの大作映画の輸入が本格化したことも重なり、中国における日本映画の存在感は著しく弱まっていった。宮崎駿は今でこそ中国で特権的と言えるほどの人気を誇るが、1992年に『となりのトトロ』で彼の作品が初めて劇場公開された時の中国側の映画評論と一般観客の反応は黙殺に近く、1993年に一般公開された『風の谷のナウシカ』も同様であった。1990年代以降日本映画は中国市場において低迷が続いていたが、2015年に久しぶりに上映された『STAND BY ME ドラえもん』（山崎貴・八木竜一監督、2014 年）が約90億円の興行収入をあげ、これは中国で米国以外の外国映画の年間興行成績第一位という快挙であった。そこから2016年には『君の名は。』をはじめ11 本の日本映画が中国で公開され、2017年に9本、2018年に15本、2019年に24本、2020年にはコロナの影響をうけたにもかかわらず9本が公開された。これにはハリウッド映画のライセンス料と比べ、日本映画の上映権料の安いことも寄与している。宮崎駿作品は2000年代以降、中国でのインターネットの普及により海賊版ながら視聴され、2018年の『となりのトトロ』の再上映時には海賊版で見た人々が大きなスクリーンで見たいと映画館を訪れ、興行収入約35億円を記録。続く2019年の『千と千尋の神隠し』は約75億円のヒットとなった。新海誠作品も人気であり、2023年の『すずめの戸締まり』が約160億円と中国で最もヒットした日本映画となっており、2023年には他にも『THE FIRST SLAM DUNK』が約130億円と大ヒットしている。中国で安定した人気を博しているのはアニメーション映画であり、実写作品はハリウッド映画や中国産の大作映画に比べて影が薄いのが現状である。その中で『万引き家族』は15億円の興行収入を上げ、中国における日本の実写映画の興行記録のトップとなっているが、それでも中国の一般観客層にとってはマイナーな存在でしかない。日本映画ファンは高学歴層かつ上海、北京、広州などの大都市在住者が中心となっており、これらの場所で開催され大きな反響を呼んだ作品でも、全国公開されて成功することはほぼない。

### 大韓民国
第二次大戦後、韓国は日本の映画や歌謡曲など大衆文化を制限しており、日本映画は1本も輸入されない状態が続いたが、1978年12月に岡田茂日本映画製作者連盟会長らが来韓し、韓国の映画関係者を集めて日本映画鑑賞会を開き、『幸福の黄色いハンカチ』と『柳生一族の陰謀』を試写し、政府の要人にも会い、両国の映画交流を活性化したいと日本映画の見本市を開く提案が行われた。その後、1998年大統領の金大中が来日時の国会演説で日本の大衆文化解禁の方針を表明。1999年に韓国で公開された日本映画岩井俊二監督の『Love Letter』は160万人を動員する大ヒットとなり、これは今でも日本の実写映画では1位の記録である。宮崎駿監督作品『千と千尋の神隠し』は2002年に公開され韓国でも大人気となり『Love Letter』を超える220万人を動員、続く2004年『ハウルの動く城』は315万人を動員し、2016年『君の名は。』の公開まで韓国で最もヒットした日本映画であった。その他、『ジョゼと虎と魚たち』(2003)は小規模な公開であり大きな成功を収めたとは言えないが、公開期間中、3・4回見たという観客たちの感想評がインターネットに続々と寄せられる等、好評を得た。それとは逆に2006年の『日本沈没』は韓国で100万人弱を動員したが、このヒットには韓国の反日情緒が影響したと言われており、公開1週間で観客数を3分の1程度に減らしたこともあり、好意的に受け止められたとは言い難い。その後、韓国での日本映画の受容はミニシアター系の作品を中心としたものであり、興行的に目立つ作品は少なかったが、2016年には『君の名は。』が370万人を動員し、2004年の『ハウルの動く城』の最高記録を塗り替えた。一方、日本で成功した『シン・ゴジラ』は、監督が庵野秀明であり韓国でもエヴァンゲリオンシリーズのファンが多いことから期待されていたが、こちらは興行的には失敗に終わった。2020年代に入ると、新型コロナウイルス感染症流行の影響で自国やハリウッドの大作映画の公開の延期・中止が続いたこともあってか、日本映画の興行的成功が目につくようになった。アニメ映画は人気で特に『すずめの戸締まり』と『THE FIRST SLAM DUNK』は500万人前後の動員と、韓国・ハリウッドの大作映画と比べても遜色のない成功を収めている。アニメ映画には及ばないものの、実写作品でも『余命10年』や『今夜、世界からこの恋が消えても』がヒット。特に『今夜、世界からこの恋が消えても』は110万人を動員し、日本の実写映画では歴代2位の記録となっている。

### 台湾
第二次大戦後の1950年、台湾と日本の貿易が正式に再開すると日本映画の輸入も再開された。1950年に台湾に輸入された日本映画は7本だけにもかかわらず、興行の成績と収益がともに外国映画の1位を占めた。台湾への日本映画輸出は、1969年に日本映画の輸入が台湾映画の製作に圧迫を与えるという理由で、事実上輸入禁止措置がとられ、日本が中国と国交を回復した1972年以来、商売の道も閉ざされ、1973年から全面的に禁止された。岡田茂映連会長以下、各映画会社首脳陣の長年の努力が実り、台湾行政院新聞局から映連に、1980年の金馬奨に日本映画の出品要請があり、1980年、当時の映連加盟四社から各一本づつ、松竹『砂の器』、東宝『サンダカン八番娼館 望郷』、東映『二百三高地』、日活『先生のつうしんぼ』の4本が金馬奨の招待作品として上映された。以降は日中関係も懸念され、濃すぎる日本色を抑えるためか、台湾の製作者や一部ジャーナリストの間で解禁に反対の声もあったが、1982年に岡田映連会長が訪台した際に、宋行政院新聞局局長に「（1980年の）金馬奨に出品した4作品だけでも特別に輸入を解禁してほしい」と要請。台湾側の外貨事情、対日感情の好転などの背景もあり、これが認められ1983年12月6日に東京会館での記者会見で岡田が「台湾が15年ぶりに日本映画輸入の門戸を開いた」と発表し、1984年8月、台湾行政院新聞局から正式に日本映画輸入を解禁するとの報道された。これを祝して1985年2月に新宿東映ホール1で日本で初めての台湾映画祭が開催された。復活初年度の1985年は、東映だけ『二百三高地』を『魔界転生』に入れ替え、他の三社は1980年の金馬奨に出品した同じ作品が台北、高雄の映画館で一般公開され、日本映画の輸出が復活した。台湾の解禁で主要国で日本映画を上映禁止するのは韓国だけとなった。これらは大人気となり、現地の業者が群がり大変な騒ぎになった。翌1986年は前年の4本から6本に枠が増え、増加分は映連加盟四社で抽選があり、抽選に勝った東映と松竹が2本づつになり、角川映画は当時映連に加盟していなかったが、『里見八犬伝』はこの東映の増加枠に入れられ、1986年9月25日に台湾で公開され大ヒットした。Record Chinaは、大ヒットした日本映画の1本として『里見八犬伝』を挙げている。封切に合わせ、薬師丸ひろ子や松坂慶子、三船敏郎、岡田茂東映社長・映連会長らが訪台し、台湾でも大人気の薬師丸が熱烈歓迎を受け、大きな騒動になった。当時台湾では最新の日本とアメリカのビデオが見られる同伴喫茶が大流行しており、台湾のヤングは国際芸能によく通じていたという。岡田は台湾の映画関係者と輸入に関する取り決め事項の調整を行った。『海角七号 君想う、国境の南』の監督・魏徳聖（ウェイ・ダーション）は「『里見八犬伝』は初めて自分で2回チケットを買って観た作品なんですよ。今でもストーリーや登場人物を鮮明に覚えています」などと話している。
1986年から1994年10月にかけては、行政院新聞局が6回の輸入割当本数の告示を行い、合計201本の輸入割当を許可したが、日本映画の著作権料が跳ね上がり、実際に輸入された日本映画はこの間52本であった。1994年10月以降は全面的に日本映画の輸入が解禁されている。日本映画輸入自由化は、岡田茂映連会長の永年の努力が大きいといわれる。1986年の岡田と台湾の映画関係者との折衝の際に、台湾側から「日本映画は輸出するのに、台湾の映画は日本ではやってくれないではないか」と不満が出て、急遽、東映で1987年2月14日から『スケバン刑事』との併映で公開予定だった香港映画『蜀山』（『蜀山奇傅 天空の剣』）を後ろにずらし、台湾側から要望があった『カンフーキッド/好小子』をこの枠に入れ、東映洋画系で公開した。同作は日本のメジャー映画会社の番線に乗った初めての台湾映画である。また1995年4月に台湾初のCATV、党営の「博新多媒體」(PHTV)が開局の際、これらの交渉で岡田と懇意になった同社社長・廖祥雄からの要請で、東映台（東映チャンネル）がディズニー台（ディズニー・チャンネル）などと共に四チャンネルの一つに選ばれた。台湾はレンタルビデオやCATVなどのメディアの普及が日本より早かった。台湾は1960年代から1970年代に日本映画の興行を禁止していたため、台湾人には東映のヤクザ映画が新鮮で人気が高かったという。東映台は三年の供給契約で東映の過去の映画850本とテレビドラマなど供給本数は1600本に上った。台湾のCATVで最初に放映された日本映画・ドラマは東映作品であった。東映はこれを機にアジア戦略を強化し、日本での二次利用、三次利用が一段落ついた旧作品ビジネスをアジアで広げようと1996年夏に日本で公開されたが配収が4億円と振るわなかった『That's カンニング! 史上最大の作戦?』の主演・安室奈美恵が1997年にアジアでコンサートを開いて人気を高めたことから香港で同作を上映したり、当時アジアの衛星放送で日本のトレンディドラマが相次いで放送され、『Lie lie Lie』の出演者である豊川悦司や鈴木保奈美らが知名度を高めていたことから台湾と香港で日本公開に先駆け同作を先行上映するなどしている。